# 1991
| [ Edytuj tabelę ]                                                  | |
| Prezydent Polski                                                   | - 1990 Lech Wałęsa 1995 |
| Premier Polski                                                     | - 1989 Tadeusz Mazowiecki 1991 - 1991 Jan Krzysztof Bielecki 1991 - 1991 Jan Olszewski 1992                                                    |
| Prezydent Afganistanu                                              | - 1987 Mohammad Nadżibullah 1992 |
| Premier Afganistanu                                                | - 1990 Fazal Hak Chalikjar 1992 |
| Przywódca Albanii                                                  | - 1985 Ramiz Alia 1991 |
| Prezydent Albanii                                                  | - 1991 Ramiz Alia 1992 |
| Premier Albanii                                                    | - 1982 Adil Çarçani 1991 - 1991 Fatos Nano 1991 - 1991 Ylli Bufi 1991 - 1991 Vilson Ahmeti 1992                                                |
| Prezydent Algierii                                                 | - 1979 Szadli Bendżedid 1992 |
| Premier Algierii                                                   | - 1989 Mouloud Hamrouche 1991 - 1991 Sid Ahmed Ghozali 1992                                                                                    |
| Współksiążęta Andory                                               | - 1971 Joan Martí i Alanís 2003 - 1981 François Mitterrand 1995                                                                                |
| Premier Andory                                                     | - 1990 Òscar Ribas Reig 1994 |
| Prezydent Angoli                                                   | - 1979 José Eduardo dos Santos 2017 |
| Premier Angoli                                                     | - 1991 Fernando José de Franca Dias van Dúnem 1992                                                                                             |
| Premier Antigui i Barbudy                                          | - 1981 Vere Cornwall Bird 1994 |
| Król Arabii Saudyjskiej                                            | - 1982 Fahd ibn Abd al-Aziz Al Su’ud 2005 |
| Prezydent Argentyny                                                | - 1989 Carlos Saúl Menem 1999 |
| Prezydent Armenii                                                  | - 1991 Lewon Ter-Petrosjan 1998 |
| Premier Armenii                                                    | - 1991 Wazgen Manukian 1991 - 1991 Gagik Harutiunian 1992                                                                                      |
| Premier Australii                                                  | - 1983 Bob Hawke 1991 - 1991 Paul Keating 1996                                                                                                 |
| Prezydent Austrii                                                  | - 1986 Kurt Waldheim 1992 |
| Kanclerz Austrii                                                   | - 1986 Franz Vranitzky 1997 |
| Prezydent Azerbejdżanu                                             | - 1991 Ayaz Mütəllibov 1992 |
| Premier Azerbejdżanu                                               | - 1991 Həsən Həsənov 1992 |
| Premier Bahamów                                                    | - 1973 Lynden Pindling 1992 |
| Emir Bahrajnu                                                      | - 1971 Isa ibn Salman Al Chalifa 1999 |
| Premier Bahrajnu                                                   | - 1970 Chalifa ibn Salman Al Chalifa 2020 |
| Prezydent Bangladeszu                                              | - 1990 Shahabuddin Ahmed 1991 - 1991 Abdur Rahman Biswas 1996                                                                                  |
| Premier Bangladeszu                                                | - 1990 urząd zniesiony 1991 - 1991 Chaleda Zia 1996                                                                                            |
| Premier Barbadosu                                                  | - 1987 Erskine Sandiford 1994 |
| Król Belgów                                                        | - 1951 Baudouin 1993 |
| Premier Belgii                                                     | - 1981 Wilfried Martens 1992 |
| Premier Belize                                                     | - 1989 George Cadle Price 1993 |
| Prezydent Beninu                                                   | - 1972 Mathieu Kérékou 1991 - 1991 Nicéphore Soglo 1996                                                                                        |
| Król Bhutanu                                                       | - 1972 Jigme Singye Wangchuck 2006 |
| Premier Bhutanu                                                    | - 1964 urząd zniesiony 1998 |
| Prezydent Białorusi                                                | - 1991 Stanisłau Szuszkiewicz 1994 |
| Premier Białorusi                                                  | - 1991 Wiaczasłau Kiebicz 1994 |
| Prezydent Boliwii                                                  | - 1989 Jaime Paz Zamora 1993 |
| Premier Bośni i Hercegowiny                                        | - 1990 Jure Pelivan 1992 |
| Prezydent Botswany                                                 | - 1980 Quett Masire 1998 |
| Prezydent Brazylii                                                 | - 1989 Fernando Collor de Mello 1992 |
| Sułtan Brunei                                                      | - 1967 Hassanal Bolkiah |
| Prezydent Bułgarii                                                 | - 1990 Żelu Żelew 1997 |
| Premier Bułgarii                                                   | - 1990 Dimityr Popow 1991 - 1991 Filip Dimitrow 1992                                                                                           |
| Prezydent Burkiny Faso                                             | - 1987 Blaise Compaoré 2014 |
| Prezydent Burundi                                                  | - 1987 Pierre Buyoya 1993 |
| Premier Burundi                                                    | - 1988 Adrien Sibomana 1993 |
| Prezydent Chile                                                    | - 1990 Patricio Aylwin 1994 |
| Przewodniczący ChRL                                                | - 1988 Yang Shangkun 1993 |
| Premier Chin                                                       | - 1987 Li Peng 1998 |
| Prezydent Chorwacji                                                | - 1991 Franjo Tuđman 1999 |
| Premier Chorwacji                                                  | - 1991 Josip Manolić 1991 - 1991 Franjo Gregurić 1992                                                                                          |
| Prezydent Cypru                                                    | - 1988 Jorgos Wasiliu 1993 |
| Prezydent Cypru Północnego                                         | - 1983 Rauf Denktaş 2005 |
| Prezydent Czadu                                                    | - 1990 Idriss Déby 2021 |
| Premier Czadu                                                      | - 1982 urząd zniesiony 1991 - 1991 Jean Alingué Bawoyeu 1992                                                                                   |
| Prezydent Czechosłowacji                                           | - 1989 Václav Havel 1992 |
| Premier Czechosłowacji                                             | - 1989 Marián Čalfa 1992 |
| Król Danii                                                         | - 1972 Małgorzata II 2024 |
| Premier Danii                                                      | - 1982 Poul Schlüter 1993 |
| Dalajlama                                                          | - 1940 Tenzin Gjaco |
| Prezydent Dominikany                                               | - 1986 Joaquín Balaguer 1996 |
| Prezydent Dominiki                                                 | - 1983 Clarence Seignoret 1993 |
| Premier Dominiki                                                   | - 1980 Eugenia Charles 1995 |
| Prezydent Dżibuti                                                  | - 1977 Hasan Guled Aptidon 1999 |
| Premier Dżibuti                                                    | - 1978 Barkat Gourad Hamadou 2001 |
| Prezydent Egiptu                                                   | - 1981 Husni Mubarak 2011 |
| Premier Egiptu                                                     | - 1986 Atif Sidki 1996 |
| Prezydent Ekwadoru                                                 | - 1988 Rodrigo Borja Cevallos 1992 |
| Premier Estonii                                                    | - 1991 Edgar Savisaar (tym.) 1992 |
| Prezydent Etiopii                                                  | - 1987 Mengystu Hajle Marjam 1991 - 1991 Tesfaye Gebre Kidan (p.o.) 1991 - 1991 Meles Zenawi 1995                                              |
| Premier Etiopii                                                    | - 1989 Hailu Yimenu (tymcz.) 1991 - 1991 Tesfaye Dinka (tymcz.) 1991 - 1991 Tamirat Layne (tymcz.) 1995                                        |
| Przew. Komisji Europejskiej                                        | - 1985 Jacques Delors (Francja) 1995 |
| Prezydent Fidżi                                                    | - 1987 Penaia Ganilau 1993 |
| Premier Fidżi                                                      | - 1987 Kamisese Mara 1992 |
| Prezydent Filipin                                                  | - 1986 Corazon Aquino 1992 |
| Prezydent Finlandii                                                | - 1981 Mauno Koivisto 1994 |
| Premier Finlandii                                                  | - 1987 Harri Holkeri 1991 - 1991 Esko Aho 1995                                                                                                 |
| Prezydent Francji                                                  | - 1981 François Mitterrand 1995 |
| Premier Francji                                                    | - 1988 Michel Rocard 1991 - 1991 Édith Cresson 1992                                                                                            |
| Prezydent Gabonu                                                   | - 1967 Omar Bongo 2009 |
| Premier Gabonu                                                     | - 1990 Casimir Oyé-Mba 1994 |
| Prezydent Gambii                                                   | - 1970 Dawda Kairaba Jawara 1994 |
| Prezydent Ghany                                                    | - 1981 Jerry John Rawlings 2001 |
| Prezydent Grecji                                                   | - 1990 Konstandinos Karamanlis 1995 |
| Premier Grecji                                                     | - 1990 Konstandinos Mitsotakis 1993 |
| Premier Grenady                                                    | - 1990 Nicholas Brathwaite 1995 |
| Prezydent Gruzji                                                   | - 1991 Zwiad Gamsachurdia 1992 |
| Premier Gruzji                                                     | - 1991 Murman Omanidze (tym.) 1991 - 1991 Besarion Guguszwili 1992                                                                             |
| Prezydent Gujany                                                   | - 1985 Desmond Hoyte 1992 |
| Premier Gujany                                                     | - 1985 Hamilton Green 1992 |
| Prezydent Gwatemali                                                | - 1986 Marco Vinicio Cerezo Arévalo 1991 - 1991 Jorge Serrano Elías 1993                                                                       |
| Prezydent Gwinei                                                   | - 1984 Lansana Conté 2008 |
| Premier Gwinei                                                     | - 1984 urząd zniesiony 1996 |
| Prezydent Gwinei Bissau                                            | - 1984 João Bernardo Vieira 1999 |
| Premier Gwinei Bissau                                              | - 1984 urząd zniesiony 1991 - 1991 Carlos Correia 1994                                                                                         |
| Prezydent Gwinei Równikowej                                        | - 1979 Teodoro Obiang Nguema Mbasogo |
| Premier Gwinei Równikowej                                          | - 1982 Cristino Seriche Bioko 1992 |
| Prezydent Haiti                                                    | - 1990 Ertha Pascal-Trouillot (p.o.) 1991 - 1991 Jean-Bertrand Aristide 1991 - 1991 Raoul Cédras (p.o.) 1991 - 1991 Joseph Nérette (p.o.) 1992 |
| Premier Haiti                                                      | - 1991 René Préval 1991 - 1991 Jean-Jacques Honorat 1992                                                                                       |
| Król Hiszpanii                                                     | - 1975 Jan Karol I 2014 |
| Premier Hiszpanii                                                  | - 1982 Felipe González 1996 |
| Król Holandii                                                      | - 1980 Beatrycze 2013 |
| Premier Holandii                                                   | - 1982 Ruud Lubbers 1994 |
| Prezydent Hondurasu                                                | - 1990 Rafael Leonardo Callejas 1994 |
| Najwyższy przywódca Iranu                                          | - 1989 Ali Chamenei |
| Prezydent Iranu                                                    | - 1989 Ali Akbar Haszemi Rafsandżani 1997 |
| Prezydent Iraku                                                    | - 1979 Saddam Husajn 2003 |
| Premier Iraku                                                      | - 1979 Saddam Husajn 1991 - 1991 Sadun Hammadi 1991 - 1991 Muhammad Hamza az-Zubajdi 1993                                                      |
| Prezydent Indii                                                    | - 1987 Ramaswamy Venkataraman 1992 |
| Premier Indii                                                      | - 1990 Chandra Shekhar 1991 - 1991 P.V. Narasimha Rao 1996                                                                                     |
| Prezydent Indonezji                                                | - 1967 Suharto 1998 |
| Prezydent Irlandii                                                 | - 1990 Mary Robinson 1997 |
| Premier Irlandii                                                   | - 1987 Charles Haughey 1992 |
| Prezydent Islandii                                                 | - 1980 Vigdís Finnbogadóttir 1996 |
| Premier Islandii                                                   | - 1988 Steingrímur Hermannsson 1991 - 1991 Davíð Oddsson 2004                                                                                  |
| Prezydent Izraela                                                  | - 1983 Chaim Herzog 1993 |
| Premier Izraela                                                    | - 1986 Icchak Szamir 1992 |
| Premier Jamajki                                                    | - 1989 Michael Manley 1992 |
| Cesarz Japonii                                                     | - 1989 Akihito 2019 |
| Premier Japonii                                                    | - 1989 Toshiki Kaifu 1991 - 1991 Kiichi Miyazawa 1993                                                                                          |
| Prezydent Jemenu                                                   | - 1990 Ali Abd Allah Salih 2012 |
| Król Jordanii                                                      | - 1952 Husajn 1999 |
| Premier Jordanii                                                   | - 1989 Mudar Badran 1991 - 1991 Tahir al-Masri 1991 - 1991 Zajd ibn Szakir 1993                                                                |
| Prezydent Jugosławii                                               | - 1990 Borisav Jović 1991 - 1991 Sejdo Bajramović (p.o.) 1991 - 1991 Stjepan Mesić 1991 - 1991 Branko Kostić (p.o.) 1992                       |
| Premier Jugosławii                                                 | - 1989 Ante Marković 1991 - 1991 Aleksandar Mitrović 1992                                                                                      |
| Prezydent Kamerunu                                                 | - 1982 Paul Biya |
| Premier Kamerunu                                                   | - 1984 urząd zniesiony 1991 - 1991 Sadou Hayatou 1992                                                                                          |
| Przywódca Ludowej Republiki Kampuczy                               | - 1972 Heng Samrin 1992 |
| Premier Republiki Kampuczy                                         | - 1985 Hun Sen 1993 |
| Premier Kanady                                                     | - 1984 Brian Mulroney 1993 |
| Emir Kataru                                                        | - 1972 Chalifa ibn Ahmad 1995 |
| Premier Kataru                                                     | - 1971 Chalifa ibn Ahmad 1995 |
| Prezydent Kazachstanu                                              | - 1991 Nursułtan Nazarbajew 2019 |
| Premier Kazachstanu                                                | - 1991 Siergiej Tierieszczenko 1994 |
| Prezydent Kenii                                                    | - 1978 Daniel Moi 2002 |
| Prezydent Kirgistanu                                               | - 1991 Askar Akajew 2005 |
| Premier Kirgistanu                                                 | - 1991 Nasirdin Isanow 1991 - 1991 Andriej Iordan (p.o.) 1992                                                                                  |
| Prezydent Kiribati                                                 | - 1983 Ieremia Tabai 1991 - 1991 Teatao Teannaki 1994                                                                                          |
| Prezydent Kolumbii                                                 | - 1990 César Gaviria 1994 |
| Prezydent Konga                                                    | - 1979 Denis Sassou-Nguesso 1992 |
| Premier Konga                                                      | - 1990 Pierre Moussa (p.o.) 1991 - 1991 Louis Sylvain Goma 1991 - 1991 André Milongo 1992                                                      |
| Patriarcha Konstantynopola                                         | - 1972 Dymitr I 1991 - 1991 Bartłomiej I |
| Prezydent Korei Południowej                                        | - 1988 Roh Tae-woo 1993 |
| Premier Korei Południowej                                          | - 1990 Ro Jai-bong (p.o.) 1991 - 1991 Ro Jai-bong 1991 - 1991 Chung Won-shik (p.o.) 1991 - 1991 Chung Won-shik 1992 - 1988 Kim Jong-pil 2000   |
| Prezydent KRLD                                                     | - 1972 Kim Il Sŏng 1994 |
| Premier KRLD                                                       | - 1988 Yŏn Hyŏng Muk 1992 |
| Prezydent Kostaryki                                                | - 1990 Rafael Ángel Calderón Fournier 1994 |
| Przewodniczący Rady Państwa Kuby                                   | - 1976 Fidel Castro 2008 |
| Emir Kuwejtu                                                       | - 1977 Dżabir III 2006 |
| Premier Kuwejtu                                                    | - 1978 Sad al-Abd Allah as-Salim as-Sabah 2003                                                                                                 |
| Prezydent Laosu                                                    | - 1975 Tiao Souphanouvong 1991 - 1986 Phoumi Vongvichit (p.o.) 1991 - 1991 Kaysone Phomvihan 1992                                              |
| Król Lesotho                                                       | - 1990 Letsie III 1995 |
| Premier Lesotho                                                    | - 1986 Justin Lekhanya 1991 - 1991 Elias Ramaema 1993                                                                                          |
| Prezydent Libanu                                                   | - 1989 Elias Hrawi 1998 |
| Premier Libanu                                                     | - 1990 Umar Karami 1992 |
| Prezydent Liberii                                                  | - 1990 wakat 1997 |
| Przywódca Libii                                                    | - 1969 Mu’ammar al-Kaddafi 2011 |
| Premier Libii                                                      | - 1990 Abu Zajd Umar Durda 1994 |
| Sekretarz generalny PKL Libii                                      | - 1990 Abd ar-Razzak as-Sausa 1992 |
| Książę Liechtensteinu                                              | - 1989 Jan Adam II |
| Premier Liechtensteinu                                             | - 1978 Hans Brunhart 1993 |
| Prezydent Litwy                                                    | - 1990 Vytautas Landsbergis 1993 |
| Premier Litwy                                                      | - 1990 Kazimira Prunskienė 1991 - 1991 Albertas Šimėnas 1991 - 1991 Gediminas Vagnorius 1992                                                   |
| Premier Litwyna emigracji                                          | - 1987 Stasys Lozoraitis (junior) 1991 |
| Wielki książę Luksemburga                                          | - 1964 Jan 2000 |
| Premier Luksemburga                                                | - 1984 Jacques Santer 1995 |
| Prezydent Łotwy                                                    | - 1991 Anatolijs Gorbunovs 1993 |
| Premier Łotwy                                                      | - 1990 Ivars Godmanis 1993 |
| Prezydent Macedonii                                                | - 1991 Kiro Gligorow 1999 |
| Premier Macedonii                                                  | - 1991 Nikoła Klusew 1992 |
| Prezydent Madagaskaru                                              | - 1975 Didier Ratsiraka 1993 |
| Premier Madagaskaru                                                | - 1988 Victor Ramahatra 1991 - 1991 Guy Razanamasy 1993                                                                                        |
| Prezydent Malawi                                                   | - 1966 Hastings Kamuzu Banda 1994 |
| Prezydent Malediwów                                                | - 1978 Maumun ̓Abdul Gajum 2008 |
| Król Malezji                                                       | - 1989 Azlan Shah 1994 |
| Premier Malezji                                                    | - 1981 Mahathir bin Mohamad 2003 |
| Prezydent Mali                                                     | - 1968 Moussa Traoré 1991 - 1991 Amadou Toumani Touré (p.o.) 1992                                                                              |
| Premier Mali                                                       | - 1988 urząd zniesiony 1991 - 1991 Soumana Sacko (p.o.) 1992                                                                                   |
| Prezydent Malty                                                    | - 1989 Ċensu Tabone 1994 |
| Premier Malty                                                      | - 1987 Edward Fenech Adami 1996 |
| Król Maroka                                                        | - 1961 Hassan II 1999 |
| Premier Maroka                                                     | - 1986 Izz ad-Din al-Araki 1992 |
| Prezydent Mauretanii                                               | - 1984 Maawija uld Sid’Ahmad Taja 2005 |
| Premier Mauretanii                                                 | - 1984 Maawija uld Sid’Ahmad Taja 1992 |
| Premier Mauritiusa                                                 | - 1982 Anerood Jugnauth 1995 |
| Prezydent Meksyku                                                  | - 1988 Carlos Salinas de Gortari 1994 |
| Prezydent Mikronezji                                               | - 1987 John Haglelgam 1991 - 1991 Bailey Olter 1996                                                                                            |
| Przewodniczący Państwowej Rady Przywrócenia Ładu i Porządku Mjanmy | - 1988 Saw Maung 1992 |
| Premier Mjanmy                                                     | - 1988 Saw Maung 1992 |
| Prezydent Mołdawii                                                 | - 1991 Mircea Snegur 1996 |
| Premier Mołdawii                                                   | - 1991 Valeriu Muravschi 1992 |
| Książę Monako                                                      | - 1949 Rainier III 2005 |
| Minister stanu Monako                                              | - 1985 Jean Ausseil 1991 - 1991 Jacques Dupont 1994                                                                                            |
| Prezydent Mongolii                                                 | - 1990 Punsalmaagijn Oczirbat 1997 |
| Premier Mongolii                                                   | - 1990 Daszijn Bjambasüren 1992 |
| Prezydent Mozambiku                                                | - 1986 Joaquim Chissano 2005 |
| Premier Mozambiku                                                  | - 1986 Mário da Graça Machungo 1994 |
| Prezydent Naddniestrza                                             | - 1991 Igor Smirnow 2011 |
| Prezydent Namibii                                                  | - 1990 Sam Nujoma 2005 |
| Premier Namibii                                                    | - 1990 Hage Geingob 2002 |
| Sekretarz generalny NATO                                           | - 1988 Manfred Wörner (Niemcy) 1994 |
| Prezydent Nauru                                                    | - 1989 Bernard Dowiyogo 1995 |
| Król Nepalu                                                        | - 1972 Birendra 2001 |
| Premier Nepalu                                                     | - 1990 Krishna Prasad Bhattarai 1991 - 1991 Girija Prasad Koirala 1994                                                                         |
| Prezydent Niemiec                                                  | - 1984 Richard von Weizsäcker 1994 |
| Kanclerz Niemiec                                                   | - 1982 Helmut Kohl 1998 |
| Prezydent Nigru                                                    | - 1987 Ali Saibou 1993 |
| Premier Nigru                                                      | - 1990 Aliou Mahamidou 1991 - 1991 Amadou Cheiffou 1993                                                                                        |
| Prezydent Nigerii                                                  | - 1985 Ibrahim Babangida 1993 |
| Prezydent Nikaragui                                                | - 1990 Violeta Chamorro 1997 |
| Król Norwegii                                                      | - 1957 Olaf V 1991 - 1991 Harald V |
| Premier Norwegii                                                   | - 1990 Gro Harlem Brundtland 1996 |
| Premier Nowej Zelandii                                             | - 1990 Jim Bolger 1997 |
| Sułtan Omanu                                                       | - 1970 Kabus ibn Sa’id 2020 |
| Sekretarz generalny ONZ                                            | - 1982 Javier Pérez de Cuéllar (Peru) 1991 |
| Prezydent Pakistanu                                                | - 1988 Ghulam Ishaq Khan 1993 |
| Premier Pakistanu                                                  | - 1990 Nawaz Sharif 1993 |
| Prezydent Palau                                                    | - 1989 Ngiratkel Etpison 1993 |
| Prezydent Panamy                                                   | - 1989 Guillermo Endara 1994 |
| Papież                                                             | - 1978 Jan Paweł II 2005 |
| Premier Papui-Nowej Gwinei                                         | - 1988 Rabbie Namaliu 1992 |
| Prezydent Paragwaju                                                | - 1989 gen. Andrés Rodríguez 1993 |
| Prezydent Peru                                                     | - 1990 Alberto Fujimori 2000 |
| Premier Peru                                                       | - 1990 Juan Carlos Hurtado Miller 1991 - 1991 Carlos Torres y Torres Lara 1993                                                                 |
| Prezydent Południowej Afryki                                       | - 1989 Frederik de Klerk 1994 |
| Prezydent Portugalii                                               | - 1986 Mário Soares 1996 |
| Premier Portugalii                                                 | - 1985 Anibal Cavaco Silva 1995 |
| Sekretarz generalny Rady Europy                                    | - 1989 Catherine Lalumière (Francja) 1994 |
| Prezydent Republiki Środkowoafrykańskiej                           | - 1981 André Kolingba 1993 |
| Premier Republiki Środkowoafrykańskiej                             | - 1981 urząd zniesiony 1991 - 1991 Édouard Frank 1992                                                                                          |
| Prezydent Republiki Zielonego Przylądka                            | - 1975 Aristides Pereira 1991 - 1991 António Monteiro 2001                                                                                     |
| Premier Republiki Zielonego Przylądka                              | - 1975 Pedro Pires 1991 - 1991 Carlos Veiga 2000                                                                                               |
| Prezydent Rosji                                                    | - 1991 Boris Jelcyn 1999 |
| Premier Rosji                                                      | - 1991 Boris Jelcyn 1992 |
| Prezydent Rumunii                                                  | - 1989 Ion Iliescu 1996 |
| Premier Rumunii                                                    | - 1989 Petre Roman 1991 - 1991 Theodor Stolojan 1992                                                                                           |
| Prezydent Rwandy                                                   | - 1973 Juvénal Habyarimana 1994 |
| Premier Rwandy                                                     | - 1991 Sylvestre Nsanzimana 1992 |
| Premier Saint Kitts i Nevis                                        | - 1983 Kennedy Simonds 1995 |
| Premier Saint Lucia                                                | - 1982 John Compton 1996 |
| Premier Saint Vincent i Grenadyn                                   | - 1984 James Fitz-Allen Mitchell 2000 |
| Prezydent Salwadoru                                                | - 1989 Alfredo Cristiani 1994 |
| O le Ao o le Malo Samoa                                            | - 1962 Malietoa Tanumafili II 2007 |
| Premier Samoa                                                      | - 1988 Tofilau Eti Alesana 1998 |
| Kapitanowie regenci San Marino                                     | - 1990 Cesare Gasperoni Roberto Bucci 1991 - 1991 Domenico Bernardini Claudio Podeschi 1991 - 1991 Edda Ceccoli Marino Riccardi 1992           |
| Sekretarz Stanu do spraw Politycznych i Zagranicznych San Marino   | - 1986 Gabriele Gatti 2002 |
| Prezydent Senegalu                                                 | - 1981 Abdou Diouf 2000 |
| Premier Senegalu                                                   | - 1983 urząd zniesiony 1991 - 1991 Habib Thiam 1998                                                                                            |
| Prezydent Seszeli                                                  | - 1977 France-Albert René 2004 |
| Prezydent Sierra Leone                                             | - 1985 Joseph Saidu Momoh 1992 |
| Prezydent Singapuru                                                | - 1985 Wee Kim Wee 1993 |
| Premier Singapuru                                                  | - 1990 Goh Chok Tong 2004 |
| Prezydent Słowenii                                                 | - 1991 Milan Kučan 2002 |
| Premier Słowenii                                                   | - 1991 Lojze Peterle 1992 |
| Prezydent Somalii                                                  | - 1969 Mohammed Siad Barre 1991 - 1991 Ali Mahdi Mohamed 1997                                                                                  |
| Premier Somalii                                                    | - 1990 Mohammed Hawadle Madar 1991 - 1991 Omar Arte Ghalib 1993                                                                                |
| Prezydent Sri Lanki                                                | - 1989 Ranasinghe Premadasa 1993 |
| Premier Sri Lanki                                                  | - 1989 Dingiri Banda Wijetunge 1993 |
| Król Suazi                                                         | - 1986 Ntombi (współpanująca) 2018 - 1986 Mswati III 2018                                                                                      |
| Premier Suazi                                                      | - 1989 Obed Dlamini 1993 |
| Prezydent Sudanu                                                   | - 1989 Umar al-Baszir 2019 |
| Prezydent Surinamu                                                 | - 1990 Johan Kraag 1991 - 1991 Ronald Venetiaan 1996                                                                                           |
| Prezydent Syrii                                                    | - 1971 Hafiz al-Asad 2000 |
| Premier Syrii                                                      | - 1987 Mahmud az-Zubi 2000 |
| Prezydent Szwajcarii                                               | - 1991 Flavio Cotti 1991 |
| Król Szwecji                                                       | - 1973 Karol XVI Gustaw |
| Premier Szwecji                                                    | - 1986 Ingvar Carlsson 1991 - 1991 Carl Bildt 1994                                                                                             |
| Prezydent Tadżykistanu                                             | - 1991 Kadriddin Asłonow (p.o.) 1991 - 1991 Rahmon Nabijew 1991 - 1991 Akbarszo Iskandarow (p.o.) 1991 - 1991 Rahmon Nabijew 1992              |
| Premier Tadżykistanu                                               | - 1991 Izzatullo Hajojew 1992 |
| Król Tajlandii                                                     | - 1946 Bhumibol Adulyadej 2016 |
| Premier Tajlandii                                                  | - 1988 Chatichai Choonhavan 1991 - 1991 Sunthorn Kongsompong 1991 - 1991 Anand Panyarachun 1992                                                |
| Prezydent Tajwanu                                                  | - 1988 Lee Teng-hui 2000 |
| Prezydent Tanzanii                                                 | - 1985 Ali Hassan Mwinyi 1995 |
| Premier Tanzanii                                                   | - 1990 John Malecela 1994 |
| Prezydent Togo                                                     | - 1967 Gnassingbé Eyadéma 2005 |
| Premier Togo                                                       | - 1961 urząd zniesiony 1991 - 1991 Joseph Kokou Koffigoh 1994                                                                                  |
| Król Tonga                                                         | - 1965 Taufaʻahau Tupou IV 2006 |
| Premier Tonga                                                      | - 1965 Sione Ngū Manumataongo Uelingatoni 1991 - 1991 Siaʻosi Tuʻihala Alipate Tupou 2000                                                      |
| Prezydent Trynidadu i Tobago                                       | - 1987 Noor Hassanali 1997 |
| Premier Trynidadu i Tobago                                         | - 1986 Arthur N.R. Robinson 1991 - 1991 Patrick Manning 1995                                                                                   |
| Prezydent Tunezji                                                  | - 1987 Zajn al-Abidin ibn Ali 2011 |
| Premier Tunezji                                                    | - 1989 Hamid al-Karawi 1999 |
| Prezydent Turcji                                                   | - 1989 Turgut Özal 1993 |
| Premier Turcji                                                     | - 1989 Yıldırım Akbulut 1991 - 1991 Mesut Yılmaz 1991 - 1991 Süleyman Demirel 1993                                                             |
| Prezydent Turkmenistanu                                            | - 1991 Saparmyrat Nyýazow 2006 |
| Prezydent Ugandy                                                   | - 1986 Yoweri Museveni |
| Premier Ugandy                                                     | - 1986 Samson Kisekka 1991 - 1991 George Cosmas Adyebo 1994                                                                                    |
| Prezydent Ukrainy                                                  | - 1991 Łeonid Krawczuk 1994 |
| Premier Ukrainy                                                    | - 1991 Witold Fokin 1992 |
| Prezydent Urugwaju                                                 | - 1990 Luis Alberto Lacalle 1995 |
| Prezydent USA                                                      | - 1989 George H.W. Bush 1993 |
| Prezydent Uzbekistanu                                              | - 1991 Islom Karimov 2016 |
| Prezydent Vanuatu                                                  | - 1989 Frederick Karlomuana Timakata 1994 |
| Premier Vanuatu                                                    | - 1980 Walter Lini 1991 - 1991 Donald Kalpokas 1991 - 1991 Maxime Carlot Korman 1995                                                           |
| Prezydent Wenezueli                                                | - 1989 Carlos Andrés Pérez 1993 |
| Prezydent Węgier                                                   | - 1990 Árpád Göncz 2000 |
| Premier Węgier                                                     | - 1990 József Antall 1993 |
| Monarcha Wielkiej Brytanii                                         | - 1952 Elżbieta II 2022 |
| Premier Wielkiej Brytanii                                          | - 1990 John Major 1997 |
| Prezydent Wietnamu                                                 | - 1981 Rada Państwa 1992 |
| Premier Wietnamu                                                   | - 1988 Đỗ Mười 1991 - 1991 Võ Văn Kiệt 1997 |
| Prezydent Włoch                                                    | - 1985 Francesco Cossiga 1992 |
| Premier Włoch                                                      | - 1989 Giulio Andreotti 1992 |
| Prezydent WKS                                                      | - 1960 Félix Houphouët-Boigny 1993 |
| Premier WKS                                                        | - 1990 Alassane Ouattara 1993 |
| Prezydent Wysp Marshalla                                           | - 1986 Amata Kabua 1996 |
| Prezydent Wysp Świętego Tomasza i Książęcej                        | - 1975 Manuel Pinto da Costa 1991 - 1991 Leonel Mário d’Alva (p.o.) 1991 - 1991 Miguel Trovoada 1995                                           |
| Prezydent Zambii                                                   | - 1964 Kenneth Kaunda 1991 - 1991 Frederick Chiluba 2002                                                                                       |
| Prezydent Zairu                                                    | - 1971 Mobutu Sese Seko 1997 |
| Prezydent Zimbabwe                                                 | - 1987 Robert Mugabe 2017 |
| Premier Zimbabwe                                                   | - 1987 urząd zniesiony 2009 |
| Prezydent ZEA                                                      | - 1971 Zajid ibn Sultan Al Nahajjan 2004 |
| Premier ZEA                                                        | - 1990 Maktum ibn Raszid al-Maktum 2006 |
| Przywódca ZSRR                                                     | - 1985 Michaił Gorbaczow 1991 |
| Premier ZSRR                                                       | - 1985 Nikołaj Ryżkow 1991 - 1991 Walentin Pawłow 1991 - 1991 Iwan Siłajew 1991                                                                |

Rok 1991 / MCMXCI
stulecia: XIX wiek ~
XX wiek ~
XXI wiek

dziesięciolecia:
1960–1969 •
1970–1979 •
1980–1989 •
1990–1999
• 2000–2009
• 2010–2019
• 2020–2029

lata: 1981 «
1986 «
1987 «
1988 «
1989 «
1990 «
1991
» 1992
» 1993
» 1994
» 1995
» 1996
» 2001

## Wydarzenia w Polsce
- 1 stycznia:
  - prymas Polski, kard. Józef Glemp odprawił mszę pontyfikalną w bazylice archikatedralnej w Gnieźnie.
  - przedsiębiorstwa „Pewex”, „Baltona” i inne przedsiębiorstwa „eksportu wewnętrznego” przeszły na obrót złotówkowy.
  - W Polsce zarejestrowano 1 milion 126 tys. bezrobotnych.
- 2 stycznia – w kantorach wymiany walut kurs dolara amerykańskiego podniósł się na kilka dni do poziomu 10 tys. zł.
- 3 stycznia – rozłam w Obywatelskim Klubie Parlamentarnych. Część posłów i senatorów utworzyło Unię Demokratyczną (UD).
- 4 stycznia – Jan Krzysztof Bielecki został powołany na stanowisko premiera (za głosowało 276 posłów, przeciw 58, a 52 wstrzymało się od głosu).
- 5 stycznia:
  - exposé J.K. Bieleckiego, który zapowiedział dalszą demokratyzację ustroju Polski i kontynuowanie reform gospodarczych.
  - Unia Demokratyczna utworzyła nowy klub parlamentarny (45 posłów i 29 senatorów). Klub opowiedział się za przyspieszonymi wyborami parlamentarnymi.
- 9 stycznia – usunięcie pomnika marszałka Iwana Koniewa w Krakowie.
- 10 stycznia – 10 policjantów zginęło w katastrofie śmigłowca Mi-8 w Bieszczadach.
- 12 stycznia – Sejm powołał rząd Jana Krzysztofa Bieleckiego.
- 13 stycznia – II Zjazd Zjednoczenia Chrześcijańsko-Narodowego. Prezesem został Wiesław Chrzanowski.
- 17 stycznia – list 55 intelektualistów do władz Polski w sprawie nauczania religii w szkole oraz toczącej się dyskusji nad ustawą regulującą kwestię aborcji.
- 20 stycznia – założono Polski Związek Radioorientacji Sportowej.
- 21 stycznia – został ustanowiony Ordynariat Polowy Wojska Polskiego, biskupem polowym został ks. prałat Sławoj Leszek Głódź.
- 23 stycznia – premiera filmu Nad rzeką, której nie ma.
- 24 stycznia – w Warszawie odbywały się manifestacje przed Sejmem w związku z pierwszym czytaniem senackiego projektu ustawy o ochronie prawnej dziecka poczętego.
- 26 stycznia – powołanie przez Radę Ministrów RP pełnomocnika Rządu ds. Integracji Europejskiej oraz Pomocy Zagranicznej.
- 28 stycznia – rozpoczęła się kontrola NIK w Funduszu Obsługi Zadłużenia Zagranicznego.
- 30 stycznia:
  - strajk głodowy w hucie szkła w Wołominie na tle żądań ekonomicznych.
  - premiera musicalu Metro wyreżyserowanego przez Janusza Józefowicza.
- 7 lutego – Krzysztof Bachmiński został prezydentem Krakowa.
- 15 lutego:
  - powołano do istnienia Grupę Wyszehradzką (Polska, Węgry i Czechosłowacja).
  - data emisji banknotów o nominale 1000000 złotych z wizerunkiem Władysława Reymonta.
- 18 lutego – Fabryka Fortepianów i Pianin Calisia została wpisana w Krajowy Rejestr Zabytków.
- 23 lutego – rozpoczął obrady III Zjazd „Solidarności”.
- 24 lutego – na III Zjeździe NSZZ „Solidarność” Marian Krzaklewski zastąpił Lecha Wałęsę na stanowisku przewodniczącego związku.
- 1 marca – założono Związek Strzelecki „Strzelec” Organizację Społeczno-Wychowawczą.
- 3 marca – koniec obrad I Kongresu Porozumienia Centrum.
- 8 marca – wszedł do służby okręt transportowo-minowy ORP Poznań.
- 9 marca – Sejm kontraktowy przyjął uchwałę o skróceniu swej kadencji.
- 11 marca – wszedł do służby zbiornikowiec ORP Bałtyk.
- 22 marca:
  - Sejm przyjął ustawę Prawo o publicznym obrocie papierami wartościowymi i funduszach powierniczych, tworząc ramy prawne dla rynku kapitałowego w Polsce.
  - chłopi blokują drogi protestując przeciwko polityce rolnej rządu.
- 27 marca – Kraków został podzielony 18 dzielnic oznaczonych cyframi rzymskimi i nazwami.
- 31 marca – zlikwidowane zostały wojskowe struktury Układu Warszawskiego.
- 2 kwietnia – Bieruń, Krynica Morska oraz Lędziny uzyskały prawa miejskie[1].
- 8 kwietnia:
  - początek wycofywania wojsk radzieckich stacjonujących w Polsce.
  - weszła w życie umowa o ruchu bezwizowym między Polską a Niemcami, Francją, Włochami i krajami Beneluksu.
- 9 kwietnia – z okazji 750. rocznicy bitwy pod Legnicą, Poczta Polska wydała pierwszą w historii serię znaczków pocztowych wspólnie z pocztą innego kraju (Deutsche Post).
- 10 kwietnia – w pierwszym meczu półfinałowym Pucharu Zdobywców Pucharów Legia Warszawa przegrała z Manchesterem United 1:3.
- 12 kwietnia:
  - podpisano akt założycielski Giełdy Papierów Wartościowych w Warszawie (GPW).
  - premiera filmu Pogrzeb kartofla.
- 16 kwietnia – ruszyła pierwsza sesja Giełdy Papierów Wartościowych w Warszawie (GPW).
- 19 kwietnia – uchwalono ustawę o samorządzie pielęgniarek i położnych.
- 22 kwietnia – w Poznaniu został zatrzymany seryjny morderca i pedofil Tadeusz Kwaśniak.
- 30 kwietnia – oficjalna premiera filmu Ślepy tor z 1948 r., zatrzymanego przez cenzurę PRL.
- 3 maja:
  - obchody 200-lecia Konstytucji 3 maja.
  - na Grobie Nieznanego Żołnierza odsłonięto 14 kolejnych tablic przedstawiających miejsca bitew. Dwie tablice poświęcono lotnikom i marynarzom.
- 7 maja – otwarto Instytut Cervantesa w Warszawie.
- 10 maja – Sejm uchwalił ordynacje wyborcze do Sejmu i Senatu.
- 16 maja:
  - Narodowy Bank Polski ustalił nowy, średni kurs dolara na 11 tys. zł.
  - rozpoczęła funkcjonowanie Straż Graniczna.
- 20 maja – ogłoszenie stanu zagrożenia ekologicznego w Warszawie i województwie stołecznym w związku ze strajkiem MPO.
- 22 maja:
  - ogólnokrajowa akcja protestacyjna „Solidarności” przeciwko polityce gospodarczej rządu.
  - otwarto z inicjatywy Bolesława Dzierwy Muzeum Archidiecezjalne w Gnieźnie.
- 23 maja – Sejm przyjął ustawę o związkach zawodowych.
- 31 maja – rozpoczęcie działalności Studia Filmowego Telewizji Polskiej w Łęgu w Krakowie.
- 1–9 czerwca – z czwartą pielgrzymką przybył do Polski Jan Paweł II.
- 7 czerwca – na początku mszy świętej, którą tego dnia sprawował w Płocku Jan Paweł II, znakiem krzyża zostało zainaugurowane i rozpoczęło działalność ewangelizacyjną Katolickie Radio Płock (obecnie Katolickie Radio Diecezji Płockiej), pierwsza w kraju rozgłośnia katolicka.
- 10 czerwca:
  - prezydent Lech Wałęsa odmówił podpisania ustawy o ordynacji wyborczej; początki sporu z Sejmem.
  - premiera Poloneza Caro.
- 24 czerwca:
  - w katastrofie kolejowej pod Tychami zginęły 3 osoby, a 22 zostały ranne.
  - wpisanie 1. osoby na listę maklerów papierów wartościowych (Wojciecha Jankowskiego).
- 26 czerwca – w Mławie rozpoczęły się antyromskie zamieszki.
- 28 czerwca:
  - kolejne veto prezydenta dla ordynacji wyborczej.
  - rozwiązana została Rada Wzajemnej Pomocy Gospodarczej.
- 29 czerwca – zaprzestano produkcji Fiata 125p.
- 1 lipca – rozwiązano Układ Warszawski.
- 5 lipca – Sejm wprowadził ustawę o powszechnym podatku dochodowym od osób fizycznych.
- 18 lipca – ujawniono aferę FOZZ.
- 22 lipca – w gmachu byłego Komitetu Centralnego PZPR otwarto Giełdę Papierów Wartościowych.
- 31 lipca:
  - w produkcji pojawił się nowy Polonez Caro.
  - właściciele spółki Art-B Bogusław Bagsik i Andrzej Gąsiorowski uciekli do Izraela.
- 8 sierpnia – w trakcie prac remontowych zawalił się maszt radiowy w Gąbinie-Konstantynowie.
- 10 sierpnia:
  - powstała katolicka rozgłośnia radiowa – Radio Fiat.
  - w Częstochowie rozpoczęły się IV Światowe Dni Młodzieży.
- 14 sierpnia – na wieżach archikatedry św. Jana Chrzciciela we Wrocławiu zamontowano dwa 17-tonowe hełmy.
- 17 sierpnia – wysłanie pierwszego e-maila w Polsce. Nadawcą był Rafał Pietrak, a odbiorcą Duńczyk, Jan Sorensen, szef Ośrodka Komputerowego Uniwersytetu Kopenhaskiego. To symboliczna data narodzin polskiego internetu.
- 26 sierpnia – rząd Polski wyraził gotowość nawiązania stosunków międzypaństwowych z Litwą, Łotwą i Estonią.
- 28 sierpnia – podczas prac ziemnych w Gdańsku odkryto masowy grób 38 zamordowanych w 1939 roku obrońców Poczty Polskiej.
- 2 września – na antenie TVP2 ukazało się premierowe wydanie programu informacyjnego Panorama.
- 5 września – Polska i Litwa wznowiły stosunki dyplomatyczne.
- 14 września – zamknięcie Wrocławskiej Kolei Dojazdowej.
- 20 września – Gdańsk: powstał Związek Miast Bałtyckich.
- 23 września – Poznań: odbył się pierwszy polski koncert zespołu Deep Purple.
- 25 września – odbyło się ostatnie losowanie gry liczbowej Super Lotek.
- 26 września – został przedstawiony Sejmowi tzw. Raport Rokity przygotowany przez sejmową komisję badającą zbrodnie popełnione przez funkcjonariuszy MSW w okresie stanu wojennego.
- 27 września – odbyła się premiera filmu Trzy dni bez wyroku.
- 3 października – wizyta premier Wielkiej Brytanii Margaret Thatcher.
- 5–6 października – Podpisanie na Wawelu tzw. deklaracji krakowskiej przez prezydentów Polski, Czechosłowacji i Węgier.
- 11 października:
  - podpisanie polsko-włoskiego traktatu o przyjaźni i współpracy.
  - premiera filmu Kroll.
- 16 października:
  - zgodnie z umową międzyrządową powstała Fundacja „Polsko-Niemieckie Pojednanie”.
  - uchwalono ustawę o ochronie przyrody.
- 24 października – ukazał się pierwszy numer dziennika Super Express.
- 25 października – premiera filmu V.I.P.
- 27 października – przeprowadzono pierwsze po II wojnie światowej w pełni demokratyczne wybory do Sejmu i Senatu.
- 28 października – odbyła się premiera filmu Dziecko szczęścia.
- 8 listopada – VI Kongres Bractw Kurkowych RP.
- 17 listopada – Jan Paweł II ogłosił świętym karmelitę bosego Józefa Kalinowskiego (w zakonie ojca Rafała od św. Józefa).
- 22 listopada – podpisano Układ europejski o ustanowieniu stowarzyszenia między RP a Wspólnotami Europejskimi i ich państwami członkowskimi.
- 25 listopada – pierwsze posiedzenie Sejmu I kadencji.
- 25–26 listopada – marszałkami Sejmu i Senatu zostali Wiesław Chrzanowski ze Zjednoczenia Chrześcijańskiego i August Chełkowski z NSZZ „Solidarność”.
- 26 listopada – Polska została przyjęta do Rady Europy.
- 30 listopada – premiera filmu Zakład.
- 2 grudnia – Polska, jako pierwsze państwo na świecie, uznała oficjalnie niepodległość Ukrainy.
- 4 grudnia – zarządzeniem Ministra Łączności, w miejsce państwowej jednostki organizacyjnej „Polska Poczta, Telegraf i Telefon” powołano dwa oddzielne podmioty gospodarcze: Państwowe Przedsiębiorstwo Użyteczności Publicznej „Poczta Polska” oraz Spółkę Akcyjną Skarbu Państwa „Telekomunikacja Polska”[2].
- 6 grudnia – Sejm powołał Jana Olszewskiego na urząd premiera.
- 9 grudnia – rozpoczęło nadawanie Radio Maryja, wówczas lokalna rozgłośnia radiowa w Toruniu.
- 11 grudnia – pożar sali koncertowej i biblioteki Filharmonii Krakowskiej.
- 13 grudnia – odbyła się premiera filmu Rozmowy kontrolowane.
- 14 grudnia – uchwalono Kodeks Etyki Lekarskiej.
- 15 grudnia:
  - odsłonięto Pomnik poległych górników KWK „Wujek”.
  - Polskie Radio nadało pierwszą audycję w języku białoruskim.
- 16 grudnia:
  - zawarto Układ Stowarzyszeniowy między Polską a Wspólnotami Europejskimi.
  - polska premiera Fiata Cinquecento w Warszawie.
- 18 grudnia – Polska i RPA nawiązały stosunki dyplomatyczne.
- 20 grudnia – Polska została przyłączona do Internetu.
- 21 grudnia – do sądu w Katowicach trafił akt oskarżenia przeciwko 24 osobom w sprawie pacyfikacji kopalni „Wujek”.
- 23 grudnia – Sejm powołał rząd Jana Olszewskiego.
- 27 grudnia:
  - Polska uznała niepodległość: Armenii, Azerbejdżanu, Białorusi, Federacji Rosyjskiej, Kazachstanu, Kirgistanu, Mołdawii, Tadżykistanu i Turkmenistanu.
  - wolnomularstwo: Wielka Loża Narodowa Polski została obudzona przy pomocy Wielkiego Wschodu Włoch.

- 700-lecie lokacji miasta Grudziądza.
- największa w powojennej historii liczba zgonów Polaków (405,7 tys. osób).
- Krynica Morska otrzymała prawa miejskie.

## Wydarzenia na świecie
- 1 stycznia – Luksemburg objął prezydencję w Radzie Unii Europejskiej.
- 5 stycznia – wojska gruzińskie wkroczyły do Cchinwali w celu likwidacji Południowoosetyjskiego Okręgu Autonomicznego; początek wojny w Osetii Południowej.
- 7 stycznia – nieudany zamach stanu na Haiti przywódcy paramilitarnego Rogera Lafontanta.
- 9 stycznia:
  - radzieckie wojska zostały wyprowadzone na ulice Wilna.
  - w Genewie doszło do „spotkania ostatniej szansy” sekretarza stanu USA Jamesa Bakera i ministra spraw zagranicznych Iraku Tarika Aziza, po którym Baker stwierdził, że nic nie zapowiada podporządkowania się Iraku rezolucjom ONZ dotyczącym opuszczenia Kuwejtu.
- 10 stycznia – premier Litwy Kazimiera Prunskienė podała się do dymisji.
- 11 stycznia – Slobodan Milošević został prezydentem Serbii.
- 11–13 stycznia – w wyniku ataku Armii Radzieckiej na Litwinów oblegających wieżę telewizyjną w Wilnie zginęło 14 osób, a ok. 400 zostało rannych.
- 12 stycznia – Kongres Stanów Zjednoczonych upoważnił prezydenta George H. Busha do podjęcia wszystkich niezbędnych kroków w celu likwidacji irackiej okupacji Kuwejtu.
- 14 stycznia – Jorge Serrano Elías został prezydentem Gwatemali.
- 15 stycznia – minął termin ultimatum postawionego przez ONZ Irakowi, wzywające go do wycofania wojsk z Kuwejtu. Dało to międzynarodowej koalicji podstawę do rozpoczęcia operacji Pustynna Burza.
- 17 stycznia:
  - wojska sprzymierzone rozpoczęły operację „Pustynna burza” w celu wyzwolenia Kuwejtu spod okupacji irackiej.
  - I wojna w Zatoce Perskiej: Irak wystrzelił osiem pocisków rakietowych „Scud” w kierunku terytorium Izraela.
  - po śmierci Olafa V nowym królem Norwegii został Harald V.
- 18 stycznia:
  - w Niemczech powstał czwarty rząd Helmuta Kohla.
  - I wojna w Zatoce Perskiej: Irakijczycy wystrzelili rakiety Scud na Izrael.
- 19 stycznia – I wojna w Zatoce Perskiej: 15 mieszkańców Tel Awiwu zostało rannych w czasie ataku irackich „Scud-ów”.
- 20 stycznia – OMON zaatakował i zajął łotewskie Ministerstwo Spraw Wewnętrznych, zabijając 5 osób i raniąc 10.
- 22 stycznia:
  - I wojna w Zatoce Perskiej: trzy irackie pociski rakietowe „Scud” i jeden pocisk „Patriot” uderzyły w izraelskie miasto Ramat Gan raniąc 96 mieszkańców. Trzy starsze osoby zmarły na atak serca.
  - I wojna w Zatoce Perskiej: Irakijczycy podpalili szyby naftowe w Kuwejcie.
- 23 stycznia – wojna domowa w Rwandzie: rebelianci z Rwandyjskiego Frontu Patriotycznego zdobyli miasto Ruhengeri.
- 25 stycznia – I wojna w Zatoce Perskiej: Irakijczycy odkręcili zawory kuwejckich ropociągów z ropą naftową, powodując katastrofę ekologiczną w zatoce.
- 26 stycznia – prezydent Somalii Mohammed Siad Barre został obalony w wyniku zamachu stanu.
- 27 stycznia – Kiro Gligorow został pierwszym prezydentem Macedonii.
- 29 stycznia – I wojna w Zatoce Perskiej: rozpoczęła się bitwa o Al-Chafdżi.
- 30 stycznia – premiera filmu Milczenie owiec.
- 1 lutego – 34 osoby zginęły, a 30 zostało rannych w wyniku zderzenia samolotów pasażerskich Boeing 737 i Fairchild Swearingen Metroliner na pasie startowym w Porcie lotniczym Los Angeles.
- 3 lutego – rozwiązano Włoską Partię Komunistyczną (PCI).
- 6 lutego – zgodnie z porozumieniem z Taif, kończącym wojnę domową w Libanie, oddziały armii libańskiej zostały po 13 latach rozmieszczone ponownie na południu kraju.
- 7 lutego:
  - IRA dokonała ostrzału moździerzowego siedziby brytyjskiego premiera na 10 Downing Street, nie powodując żadnych ofiar.
  - Jean-Bertrand Aristide został zaprzysiężony na prezydenta Haiti.
- 9 lutego – na Litwie odbyło się referendum niepodległościowe.
- 11 lutego – w Hadze utworzono Organizację Narodów i Ludów Niereprezentowanych.
- 12 lutego – została utworzona Krymska Autonomiczna Socjalistyczna Republika Radziecka.
- 13 lutego:
  - I wojna w Zatoce Perskiej: amerykańskie bomby trafiły w schron przeciwlotniczy w Bagdadzie, w którym znajdowało się 1500 cywili, zabijając znaczną część z nich.
  - René Préval został premierem Haiti.
- 15 lutego – powstała Grupa Wyszehradzka.
- 18 lutego – 1 osoba zginęła, a ponad 50 zostało rannych w przeprowadzonym przez IRA zamachu bombowym na stacji kolejowej Victoria w Londynie.
- 20 lutego – Tirana: wielotysięczny tłum obalił pomnik komunistycznego dyktatora Envera Hodży.
- 23 lutego – doszło do wojskowego zamachu stanu w Tajlandii.
- 24 lutego – I wojna w Zatoce Perskiej: wojska koalicji antyirackiej rozpoczęły ofensywę lądową.
- 25 lutego:
  - na szczycie w Budapeszcie podjęto decyzję o rozwiązaniu struktur wojskowych Układu Warszawskiego.
  - I wojna w Zatoce Perskiej: 28 amerykańskich żołnierzy zginęło, a 97 zostało rannych w wyniku upadku irackiej rakiety Scud na koszary w saudyjskim Dhahranie.
- 26 lutego – I wojna w Zatoce Perskiej: prezydent Iraku Saddam Husajn ogłosił decyzję o wycofaniu wojsk irackich z Kuwejtu.
- 28 lutego – I wojna w Zatoce Perskiej: Kuwejt wyzwolony spod okupacji irackiej.
- 2 marca – I wojna w Zatoce Perskiej: zwycięstwo wojsk amerykańskich w ostatniej podczas konfliktu bitwie nad Haur al-Hammar.
- 3 marca:
  - obywatele Estonii i Łotwy opowiedzieli się w referendach za niepodległością od ZSRR.
  - w Los Angeles policjanci brutalnie pobili czarnoskórego Rodneya Kinga. Ich uniewinnienie rok później doprowadziło do wybuchu krwawych zamieszek na tle rasowym.
  - w katastrofie Boeinga 737 linii United Airlines w Colorado Springs zginęło 25 osób.
- 10 marca – palestyńscy terroryści zasztyletowali 4 Izraelki na przystanku autobusowym w Jerozolimie.
- 15 marca – USA i Albania nawiązały stosunki dyplomatyczne.
- 17 marca – referendum w ZSRR: 76,4% głosujących opowiedziało się za utrzymaniem ZSRR jako „federacji suwerennych i równoprawnych republik”. Referendum zostało zbojkotowane przez Armenię, Estonię, Gruzję, Litwę, Łotwę i Mołdawię.
- 20 marca:
  - Chaleda Zia została pierwszą kobietą – premierem Bangladeszu.
  - w Nowym Jorku z okna pokoju hotelowego na 53. piętrze wypadł i zginął na miejscu 4-letni syn Erica Claptona Conor. Pod wpływem tego zdarzenia Clapton wraz z Willem Jenningsem napisali balladę Tears in Heaven.
  - po remisie 2:2 w Genui z Sampdorią, Legia Warszawa awansowała do półfinału Pucharu Zdobywców Pucharów.
- 22 marca:
  - w Medzilaborcach na Słowacji została powołana Światowa Rada Rusinów.
  - António Monteiro został prezydentem Republiki Zielonego Przylądka.
  - utworzono pierwszy rząd Republiki Autonomicznej Krymu z premierem Witalijem Kuraszykiem.
  - w stolicy Mali Bamako doszło do masakry około 300 osób protestujących przeciwko prezydentowi Moussie Traoré.
- 24 marca – wybuchła wojna domowa w Sierra Leone.
- 25 marca – odbyła się 63. ceremonia wręczenia Oscarów.
- 26 marca:
  - utworzono południowoamerykańską strefę wolnego handlu Mercosur.
  - w wyniku zamachu stanu został obalony prezydent Mali Moussa Traoré.
- 27 marca:
  - Miloslav Vlk został arcybiskupem metropolitą Pragi i prymasem Czech.
  - na lotnisku w Singapurze antyterroryści odbili porwany dzień wcześniej przez 4 pakistańskich terrorystów samolot Singapore Airlines ze 129 osobami na pokładzie. Podczas akcji zginęli wszyscy porywacze, zakładników uwolniono.
- 28 marca – ukazał się album Joyride szwedzkiego duetu Roxette.
- 31 marca:
  - w Moskwie rozwiązano wojskowe struktury byłego Układu Warszawskiego.
  - Gruzini opowiedzieli się w referendum za niepodległością.
  - Serbowie zajęli budynek dyrekcji Parku Narodowego Jezior Plitwickich. Był to początek konfliktu między Chorwacją i Serbią, wchodzącymi w skład Jugosławii.
  - w Albanii odbyły się pierwsze po II wojnie światowej wielopartyjne wybory.
- 2 kwietnia – z krateru filipińskiego wulkanu Pinatubo na wyspie Luzon zaczęły się wydobywać kłęby pary, co było początkiem największej erupcji wulkanicznej w XX wieku w dniu 15 czerwca tego roku.
- 4 kwietnia – Nicéphore Soglo został prezydentem Beninu.
- 5 kwietnia – na pokładzie promu Atlantis został wyniesiony na orbitę teleskop kosmiczny Comptona.
- 9 kwietnia:
  - w Paryżu podczas wizyty prezydenta Lecha Wałęsy podpisano polsko-francuski traktat o przyjaźni i solidarności.
  - Gruzja po raz drugi ogłosiła niepodległość (od ZSRR).
- 10 kwietnia:
  - 140 osób zginęło w pożarze promu pasażerskiego Moby Prince, który wybuchł po zderzeniu z tankowcem, we włoskim porcie Livorno.
  - zakończono produkcję Wartburga i Barkasa.
- 15 kwietnia – w Pjongjangu wznowiono komunikację tramwajową zlikwidowaną 40 lat wcześniej w wyniku zniszczeń w wojnie koreańskiej.
- 16 kwietnia – Škoda Auto została kupiona przez Volkswagena.
- 21 kwietnia – Klub Paryski zredukował o 50% polski dług zagraniczny.
- 22 kwietnia – w trzęsieniu ziemi w Kostaryce zginęło 27 osób, a około 400 zostało rannych.
- 23 kwietnia:
  - projekt nowego traktatu związkowego tzw. „proces nowo-ogariowski” zapowiada przekształcenie ZSRR w nowe państwo konfederacyjne o nazwie „Związek Suwerennych Republik” (9 republik ZSRR zainteresowanych nową organizacją: Rosyjska FSRR, Ukraińska SRR, Białoruska SRR, Uzbecka SRR, Kazachska SRR, Azerbejdżańska SRR, Kirgiska SRR, Tadżycka SRR, Turkmeńska SRR).
  - brytyjski przedsiębiorca branży jubilerskiej Gerald Ratner, opowiedzianym publicznie niefortunnym żarcie o słabej jakości oferowanych przez siebie produktów doprowadził w ciągu chwili swoje imperium Ratners Group na skraj bankructwa.
- 26 kwietnia:
  - w Finlandii utworzono rząd Esko Aho.
  - Sadou Hayatou został premierem Kamerunu.
  - otwarto pierwszą linię metra w Jekaterynburgu.
- 28 kwietnia – rozpoczęła się misja STS-39 wahadłowca Discovery.
- 29 kwietnia:
  - cyklon Gorky zabił w Bangladeszu około 138 tys. osób.
  - parlament albański uchwalił ustawę konstytucyjną zmieniającą m.in. nazwę kraju na Republika Albanii, wprowadzającą urząd prezydenta i zawierającą gwarancję praw obywatelskich.
  - w trzęsieniu ziemi o sile 7 stopni w skali Richtera w północno-zachodniej Gruzji zginęło 270 osób.
- 30 kwietnia:
  - Zgromadzenie Ogólne Narodów Zjednoczonych przyjęło konwencję o prawach dziecka.
  - w Madrycie podpisano układ przedłużający postanowienia Układu Antarktycznego dotyczące roszczeń terytorialnych do 23 czerwca 2041 roku.
  - Ramiz Alia został prezydentem Albanii.
  - Zwickau: zakończono produkcję Trabanta.
  - zakończyły działalność wschodnioniemieckie linie lotnicze Interflug.
  - pułkownik Elias Phisoana Ramaema dokonał zamachu stanu w Lesotho kończąc rządy junty generała Justina Metsinga Lekhanyi.
- 1 maja – w stulecie encykliki Leona XIII Rerum Novarum papież Jan Paweł II wydał encyklikę Centesimus annus.
- 4 maja – w Rzymie odbył się 36. Konkurs Piosenki Eurowizji.
- 6 maja – powstała grupa akrobacyjna rosyjskich sił powietrznych Jerzyki.
- 9 maja – została uruchomiona Szybka kolej Mannheim-Stuttgart.
- 12 maja:
  - wykonując postanowienia układu o całkowitej likwidacji pocisków rakietowych krótkiego i średniego zasięgu w ZSRR zniszczono ostatnią rakietę SS-20.
  - w Nepalu odbyły się pierwsze od 32 lat wielopartyjne wybory parlamentarne.
- 13 maja – wystartował kanał telewizyjny Rossija 1.
- 15 maja:
  - Édith Cresson jako pierwsza kobieta stanęła na czele francuskiego rządu.
  - premiera polsko-francusko-norweskiego filmu Podwójne życie Weroniki w reżyserii Krzysztofa Kieślowskiego.
- 16 maja:
  - w Moskwie podpisano układ radziecko-chiński, regulujący spory terytorialne w okolicy Amuru.
  - Elżbieta II jako pierwszy brytyjski monarcha wygłosiła przemówienie w Kongresie USA.
  - w referendum narodowym przyjęta została konstytucja Jemenu.
- 17 maja – Tim Berners-Lee oficjalnie zaprezentował komitetowi C5 w Europejskiej Organizacji Badań Jądrowych (CERN) sposób działania sieci WWW.
- 18 maja:
  - rozpoczęła się załogowa misja statku Sojuz TM-12 na stację orbitalną Mir, m.in. z pierwszą w historii kosmonautyki obywatelką brytyjską Helen Sharman na pokładzie.
  - Somaliland ogłosił niepodległość i niezależność od Republiki Somalii.
- 19 maja – obywatele Chorwacji opowiedzieli się w referendum za niepodległością od Jugosławii.
- 21 maja:
  - obalony etiopski dyktator Mengystu Hajle Marjam uciekł do Zimbabwe.
  - w zamachu bombowym przeprowadzonym przez Tamilskich Tygrysów zginął indyjski premier Rajiv Gandhi.
- 23 maja – Mołdawska SRR ogłosiła niepodległość jako Republika Mołdawii.
- 24 maja:
  - podczas ewakuacji etiopskich Żydów w trakcie operacji „Salomon” izraelski Jumbo Jet zabrał na pokład rekordowych 1122 pasażerów.
  - premiera filmu Thelma i Louise w reżyserii Ridleya Scotta.
- 26 maja:
  - Zwiad Gamsachurdia został prezydentem Gruzji.
  - 223 osoby zginęły w katastrofie Boeinga 767 linii Lauda Air w Tajlandii.
- 27 maja – w azjatyckiej części Rosji utworzono Tunkiński Park Narodowy.
- 28 maja:
  - Albania: założono Uniwersytet w Szkodrze.
  - Meles Zenawi został prezydentem Etiopii.
- 29 maja:
  - Albania i Wielka Brytania przywróciły stosunki dyplomatyczne.
  - 10 osób zginęło, a 44 zostały ranne w przeprowadzonym przez ETA zamachu bombowym na koszary hiszpańskiej gwardii cywilnej w mieście Vic.
  - Erytrea proklamowała niepodległość, odłączając się od Etiopii.
- 31 maja – dokonano oblotu szwajcarskiego samolotu pasażersko-towarowego Pilatus PC-12.
- 3 czerwca – w wyniku erupcji japońskiego wulkanu Unzen zginęły 43 osoby.
- 5 czerwca:
  - rozpoczęła się misja STS-40 wahadłowca Columbia.
  - została rozwiązana Albańska Partia Pracy (PPSh).
- 12 czerwca:
  - Borys Jelcyn wygrał wybory prezydenckie w Rosji.
  - lankijskie wojsko dokonało masakry 152 Tamilów w wiosce Kokkadichcholai na wschodzie kraju.
  - Michael Jordan poprowadził drużynę Chicago Bulls do pierwszego mistrzostwa NBA.
- 14 czerwca – uchwalono Kartę Tybetańczyków na Uchodźstwie.
- 15 czerwca – na Filipinach wybuchł wulkan Pinatubo, wyrzucając słup popiołów na wysokość 7 kilometrów.
- 17 czerwca – premier Jan Krzysztof Bielecki i kanclerz Helmut Kohl podpisali w Bonn polsko-niemiecki traktat o współpracy i dobrym sąsiedztwie.
- 19 czerwca – ostatni żołnierze Armii Czerwonej opuścili Węgry.
- 20 czerwca – niemiecki Bundestag po długich debatach uchwalił przeniesienie stolicy z Bonn do Berlina.
- 21 czerwca – Saparmyrat Nyýazow został pierwszym prezydentem Turkmenistanu.
- 23 czerwca – narodził się Sonic the Hedgehog, jedna z najsłynniejszych postaci w świecie gier wideo.
- 25 czerwca:
  - Chorwacja i Słowenia proklamowały niepodległość (od Jugosławii).
  - podczas kongresu w Rzymie została założona Unia Europejskich Lig Koszykarskich (ULEB).
- 27 czerwca – rozpoczęła się wojna dziesięciodniowa, Słowenia została zaatakowana przez Jugosławię.
- 28 czerwca – w Budapeszcie na 49. Konferencji Państw Członkowskich Rady Wzajemnej Pomocy Gospodarczej został podpisany dokument o rozwiązaniu tej organizacji powstałej 25 stycznia 1949.
- 1 lipca:
  - Holandia objęła prezydencję w Radzie Unii Europejskiej
  - Doradczy Komitet Polityczny Układu Warszawskiego podpisał w Pradze protokół o rozwiązaniu układu zawartego 14 maja 1955.
- 3 lipca – odbyła się premiera filmu Terminator 2: Dzień sądu.
- 7 lipca – zakończyła się wojna dziesięciodniowa o niepodległość Słowenii.
- 10 lipca – Borys Jelcyn rozpoczął urzędowanie jako pierwszy prezydent Rosji.
- 11 lipca:
  - 261 osób zginęło w katastrofie samolotu Douglas DC-8 saudyjskiej Dżuddzie.
  - całkowite zaćmienie Słońca widoczne m.in. na Hawajach.
- 12 lipca – została uchwalona konstytucja Bułgarii.
- 31 lipca:
  - w Moskwie prezydenci George H.W. Bush i Michaił Gorbaczow podpisali układ rozbrojeniowy START I.
  - siedmiu litewskich celników zginęło w ataku żołnierzy OMON-u na posterunek w Miednikach, na granicy z Białorusią.
- 6 sierpnia – sir Tim Berners-Lee opublikował w Usenecie szczegóły projektu o nazwie World Wide Web. Początek istnienia sieci WWW.
- 14 sierpnia – przyjęto konstytucję Laosu.
- 16 sierpnia:
  - Jan Paweł II jako pierwszy papież przybył na Węgry.
  - w katastrofie Boeinga 737 w indyjskim mieście Imphal zginęło 69 osób.
- 19–21 sierpnia – nieudana próba puczu w ZSRR mającego na celu przywrócenie tam komunistycznych porządków sprzed pieriestrojki (Pucz moskiewski).
- 20 sierpnia – Estonia ogłosiła niepodległość, odłączając się od ZSRR.
- 21 sierpnia:
  - załamał się komunistyczny pucz Janajewa w ZSRR. Michaił Gorbaczow powrócił na stanowisko prezydenta.
  - Łotwa ogłosiła niepodległość (od ZSRR).
- 24 sierpnia:
  - Michaił Gorbaczow ustąpił ze stanowiska sekretarza generalnego KPZR.
  - Iwan Siłajew został ostatnim premierem ZSRR.
  - delegalizacja partii komunistycznej (KPZR) w ZSRR.
  - proklamowano niepodległość Ukrainy (od ZSRR).
- 25 sierpnia:
  - proklamowanie niepodległości Białorusi.
  - w Tokio, Amerykanin Carl Lewis ustanowił rekord świata w biegu na 100 m wynikiem 9,86 s.
  - Michael Schumacher zadebiutował w startach Formuły 1 na torze Circuit de Spa-Francorchamps w Belgii.
- 26 sierpnia – Linus Torvalds opublikował na grupie dyskusyjnej comp.os.minix informację o powstaniu nowego systemu operacyjnego – Linuksa.
- 27 sierpnia:
  - Mołdawia proklamowała niepodległość (od ZSRR).
  - został zlikwidowany główny program informacyjny telewizji radzieckiej Wremia. Reaktywowano go 3 lata później w Telewizji Rosyjskiej.
- 28–29 sierpnia – odbyło się pierwsze spotkanie ministrów spraw zagranicznych Trójkąta Weimarskiego (Polska, Francja i Niemcy).
- 29 sierpnia:
  - w Rosji zakazano działalności KPZR, a majątek zasekwestrowano.
  - prezydent Kazachstanu Nursułtan Nazarbajew wydał dekret o zamknięciu poligonu atomowego w Semipałatyńsku.
- 30 sierpnia:
  - Azerbejdżan i Tatarstan ogłosiły niepodległość od ZSRR.
  - rozpoczęła się misja japońskiego satelity Yohkoh, której celem było obserwowanie wysokoenergetycznych zjawisk na Słońcu, a w szczególności rozbłysków słonecznych w zakresie rentgenowskim.
  - w finale konkursu w skoku w dal podczas tokijskich mistrzostw świata w lekkoatletyce, Mike Powell ustanowił rekord świata uzyskując 8,95 m.
- 31 sierpnia – Kirgistan uzyskał niepodległość (od ZSRR).
- 1 września – Uzbekistan uzyskał niepodległość (od ZSRR).
- 2 września – Stany Zjednoczone uznały niepodległość Litwy, Łotwy i Estonii.
- 6 września:
  - ZSRR uznał niepodległość Litwy, Łotwy i Estonii.
  - Leningrad został przemianowany na Sankt Petersburg.
  - około 100 osób zginęło w zderzeniu pociągów w Kongo.
  - weszło w życie zawieszenie broni między rządem marokańskim a Frontem Polisario.
- 8 września – Macedonia uzyskała niepodległość od Jugosławii.
- 9 września – Tadżykistan ogłosił deklarację niepodległości.
- 10 września – zdelegalizowano Komunistyczną Partię Łotwy.
- 11 września – w Estonii wykonano ostatni wyrok śmierci.
- 17 września:
  - Korea Północna, Korea Południowa, Litwa, Łotwa, Estonia, Wyspy Marshalla oraz Mikronezja stały się członkami ONZ.
  - została udostępniona pierwsza wersja jądra Linuxa.
- 19 września:
  - w Alpach Ötztalskich na granicy austriacko-włoskiej znaleziono zamrożone ciało Ötziego.
  - przyjęto nową flagę i godło Białorusi, nazwę kraju zmieniono na Republika Białorusi.
  - został reaktywowany Uniwersytet Narodowy „Akademia Kijowsko-Mohylańska”.
- 20 września – powstała Służba Bezpieczeństwa Ukrainy (SBU).
- 21 września – Armenia zdecydowała w referendum o odłączeniu się od ZSRR.
- 23 września – Red Hot Chili Peppers wydali swój szósty studyjny album Blood Sugar Sex Magic.
- 24 września – ukazał się drugi album grupy Nirvana – Nevermind.
- 25 września – ONZ nałożyło embargo na kraje byłej Jugosławii.
- 28 września – założono Uniwersytet Ostrawski.
- 29 września – został obalony prezydent Haiti Jean-Bertrand Aristide.
- 4 października – w Madrycie podpisano protokół do Traktatu Antarktycznego o utworzeniu Szczególnie Chronionego Obszaru Antarktyki.
- 5 października – w katastrofie indonezyjskiego samolotu wojskowego C-130 Hercules pod Dżakartą zginęło 137 osób.
- 8 października:
  - Milan Kučan został pierwszym prezydentem Słowenii.
  - parlament Chorwacji zerwał wszystkie konstytucyjne powiązania z Jugosławią.
- 10 października – Abdur Rahman Biswas został prezydentem Bangladeszu.
- 11 października – w Czarnobylskiej Elektrowni Atomowej w bloku nr 2 doszło do wypadku: wybuchł pożar i nastąpiła eksplozja. Nie było ofiar ani wycieku substancji radioaktywnych, lecz dach bloku zawalił się.
- 13 października – pierwsze wolne wybory w Bułgarii.
- 15 października – pierwsza publikacja Linuxa przez Linusa Torvaldsa.
- 16 października:
  - Lewon Ter-Petrosjan został pierwszym prezydentem Armenii.
  - doszło do masakry w barze Luby’s w teksańskim mieście Killeen. Szaleniec zastrzelił 23 osoby, ranił 20, a następnie popełnił samobójstwo.
- 18 października:
  - ZSRR i Izrael nawiązały stosunki dyplomatyczne.
  - osiem byłych republik radzieckich podpisało Układ o Wspólnocie Gospodarczej.
  - Azerbejdżan ogłosił niepodległość (od ZSRR).
- 20 października – w burzy ogniowej na wzgórzach Oakland w Kalifornii zginęło 25 osób, straty wyniosły 1,5 mld dolarów.
- 23 października – w Paryżu podpisano porozumienie pokojowe kończące konflikt w Kambodży.
- 25 października – dokonano oblotu samolotu pasażerskiego Airbus A340.
- 27 października:
  - Turkmenistan ogłosił niepodległość (od ZSRR).
  - Dżochar Dudajew został wybrany prezydentem Czeczenii.
- 29 października – sonda Galileo przeleciała w odległości ok. 5 tys. km od planetoidy Gaspra.
- 30 października – początek konferencji pokojowej w Madrycie.
- 2 listopada:
  - prawosławie: Bartłomiej I został patriarchą Konstantynopola.
  - Frederick Chiluba został prezydentem Zambii.
- 5 listopada – Kiichi Miyazawa został premierem Japonii.
- 6 listopada:
  - weszła w życie Konstytucja Litwy.
  - Kuwejt: ugaszono ostatni z 725 szybów naftowych, podpalonych przez wycofujące się wojska irackie.
- 7 listopada:
  - koszykarz Magic Johnson poinformował, że jest nosicielem wirusa HIV i zakończył karierę sportową.
  - w katastrofie samolotu Jak-40 w rosyjskiej Machaczkale zginęło 51 osób.
- 8 listopada – Filip Dimitrow został premierem Bułgarii.
- 9 listopada – Dżochar Dudajew został pierwszym prezydentem Czeczeńskiej Republiki Iczkerii.
- 12 listopada – indonezyjska armia otworzyła ogień do studentów biorących udział w pogrzebie kolegi na cmentarzu Santa Cruz w Dili na Timorze; zginęło 270 osób, zaś 250 uznano za zaginione.
- 13 listopada – premiera filmu Przylądek strachu.
- 14 listopada – Kambodża: do kraju po 13 latach wygnania powrócił książę Norodom Sihanouk.
- 17 listopada – Jan Paweł II ogłosił świętym karmelitę bosego Józefa Kalinowskiego (w zakonie ojca Rafała od św. Józefa).
- 18 listopada:
  - wojna w Chorwacji: po 87 dniach oblężenia, wojska Jugosłowiańskiej Armii Ludowej zdobyły Vukovar.
  - przyjęto flagę Uzbekistanu.
- 19 listopada – ukazał się album Achtung Baby grupy U2.
- 20 listopada – azerski helikopter MI-8 z 19 osobami na pokładzie, w tym członkami międzynarodowej misji pokojowej i dziennikarzami, został zestrzelony przez ormiańskich bojowników w prowincji Xocavənd w zachodnim Azerbejdżanie.
- 21 listopada:
  - Egipcjanin Butrus Butrus Ghali został wybrany na stanowisko sekretarza generalnego ONZ.
  - uchwalono nową konstytucję Rumunii.
- 24 listopada – rozpoczęła się misja STS-44 wahadłowca Atlantis.
- 26 listopada:
  - na amerykańskim poligonie atomowym w Nevadzie przeprowadzono ostatni brytyjski próbny wybuch jądrowy.
  - ukazał się album Dangerous Michaela Jacksona.
- 28 listopada – Osetia Południowa ogłosiła niepodległość (od Gruzji).
- 1 grudnia:
  - obywatele Ukrainy opowiedzieli się w referendum za niepodległością; Leonid Krawczuk został wybrany na pierwszego prezydenta państwa.
  - Nursułtan Nazarbajew wygrał wybory prezydenckie w Kazachstanie.
- 4 grudnia:
  - Butrus Butrus Ghali został wybrany na sekretarza generalnego Organizacji Narodów Zjednoczonych.
  - amerykańskie linie lotnicze Pan Am ogłosiły bankructwo.
- 6 grudnia:
  - wojna w Chorwacji: ciężkie serbskie bombardowania Dubrownika i Osijeka (tzw. „czarny piątek”).
  - dokonano oblotu niemieckiego samolotu pasażerskiego krótkiego zasięgu Dornier Do 328.
- 6–7 grudnia – powstanie Związku Miast Bałtyckich, pierwsze spotkanie w Lubece (Niemcy).
- 8 grudnia:
  - przywódcy Rosji, Białorusi i Ukrainy – Borys Jelcyn, Stanisław Szuszkiewicz i Leonid Krawczuk – podpisali akt rozwiązujący ZSRR i powołujący Wspólnotę Niepodległych Państw.
  - Rumuni zatwierdzili w referendum nową konstytucję uchwaloną przez parlament 21 listopada.
- 9 grudnia – w Rzymie odbyła się prezentacja Fiata Cinquecento.
- 10 grudnia – władze Górskiego Karabachu przeprowadziły referendum, w którym przygniatająca większość mieszkańców opowiedziała się za niepodległością.
- 12 grudnia – stolicę Nigerii przeniesiono z Lagos do Abudży.
- 14 grudnia – wybuch włoskiego wulkanu Etna.
- 16 grudnia:
  - Bundestag ratyfikował polsko-niemiecki traktat graniczny.
  - podpisano układ o stowarzyszeniu między Wspólnotami Europejskimi a Polską, Czechosłowacją i Węgrami.
  - Kazachstan stał się niepodległy.
- 18 grudnia:
  - utworzono Służbę Wywiadu Zagranicznego Rosji.
  - wojna domowa w Dżibuti: w stolicy kraju Dżibuti wojsko otworzyło ogień do zgromadzonego tłumu, w wyniku czego zginęło 59 osób.
- 19 grudnia – Republika Serbskiej Krajiny ogłosiła niepodległość.
- 20 grudnia:
  - Paul Keating został premierem Australii.
  - premiera filmu JFK.
- 21 grudnia:
  - powstała Wspólnota Niepodległych Państw.
  - w niemieckiej Żytawie utworzono Euroregion Nysa.
- 24 grudnia – dotychczasowy nuncjusz apostolski w Holandii Audrys Bačkis został arcybiskupem Wilna.
- 25 grudnia – Michaił Gorbaczow zrezygnował ze stanowiska prezydenta ZSRR.
- 26 grudnia:
  - rozwiązano Związek Socjalistycznych Republik Radzieckich.
  - Islamski Front Ocalenia zwyciężył w wyborach parlamentarnych w Algierii.
- 27 grudnia:
  - 25 sekund po starcie ze sztokholmskiego lotniska Arlanda zapaliły się i wyłączyły oba silniki samolotu McDonnell Douglas MD-81, należącego do Scandinavian Airlines. Maszyna rozbiła się na leśnej polanie 15 km od lotniska. Nikt ze 129 osób na pokładzie nie zginął.
  - zakończono produkcję ciągnika Władimirec T-25.
  - premiera filmu Smażone zielone pomidory.
- 29 grudnia – Islom Karimov został prezydentem Uzbekistanu.
- 30 grudnia – powołano Międzypaństwowy Komitet Lotniczy (MAK), międzynarodową organizację utworzoną w celu badania przyczyn cywilnych wypadków lotniczych na terenie państw dawnego Związku Radzieckiego.
- 31 grudnia – formalnie przestał istnieć ZSRR.

## Dane statystyczne
- Ludność świata: 5 367 185 126[3]
- Stopa bezrobocia w Polsce (koniec czerwca): 8,4%
- Stopa bezrobocia w Polsce (koniec grudnia): 12,2%[4]
- Stopa inflacji w Polsce: 70,3%[5]

## Urodzili się
- 1 stycznia:
  - Abdoulaye Ba, senegalski piłkarz
  - Peter Burling, nowozelandzki żeglarz sportowy
  - Beatrice Gumulya, indonezyjska tenisistka
  - Edyta Kulmaczewska, polska lekkoatletka, wieloboistka
  - Renubala Mahanta, indyjska lekkoatletka, skoczkini w dal
  - Anastasija Mochniuk, ukraińska lekkoatletka, wieloboistka
  - Azamat Mukanow, kazachski judoka
- 2 stycznia:
  - Ben Hardy, brytyjski aktor
  - Oktawia Nowacka, polska pięcioboistka nowoczesna
  - Davide Santon, włoski piłkarz
- 3 stycznia:
  - Jerson Cabral, holenderski piłkarz
  - Erik Kynard, amerykański lekkoatleta, skoczek wzwyż
  - Darius Morris, amerykański koszykarz
  - Dejan Musli, serbski koszykarz
  - Alina Stadnik, ukraińska zapaśniczka
- 4 stycznia:
  - Səlahət Ağayev, azerski piłkarz, bramkarz
  - Pascal Bodmer, niemiecki skoczek narciarski
  - Sylwia Kocerka, polska wioślarka
  - Abrahán Llontop, peruwiański zapaśnik
  - Utkir Yusupov, uzbecki piłkarz, bramkarz
- 5 stycznia:
  - Odile Ahouanwanou, benińska lekkoatletka, wieloboistka
  - Kayla Alexander, kanadyjska koszykarka
  - Soner Aydoğdu, turecki piłkarz
  - Paul Egwuonwu, amerykański koszykarz
  - Jelle van Gorkom, holenderski kolarz BMX
  - Daniel Pacheco, hiszpański piłkarz
  - Jakub Zięć, polski judoka
- 6 stycznia:
  - Will Barton, amerykański koszykarz
  - Alice Kunek, australijska koszykarka
  - Jeroen Zoet, holenderski piłkarz, bramkarz
- 7 stycznia:
  - Clément Grenier, francuski piłkarz
  - Eden Hazard, belgijski piłkarz
  - Roberto Pereyra, argentyński piłkarz
  - Caster Semenya, południowoafrykańska lekkoatletka, biegaczka średniodystansowa
  - Aleksandra Zworygina, polska łyżwiarka figurowa
- 8 stycznia – Jonathan Fagerlund, szwedzki piosenkarz
- 9 stycznia – Álvaro Soler, hiszpański piosenkarz
- 10 stycznia:
  - Anastasija Szyłowa, rosyjska koszykarka
  - Safia Boukhima, algierska siatkarka
  - Beata Pepera, polska judoczka
  - Gonzalo Pérez de Vargas, hiszpański piłkarz ręczny, bramkarz
- 11 stycznia:
  - Bekim Balaj, albański piłkarz
  - Stéphanie Bannwart, szwajcarska siatkarka
  - Andrea Bertolacci, włoski piłkarz
  - Jan Bořil, czeski piłkarz
  - Chen Xiaoting, chińska sztangistka
  - Elaine Genovese, maltańska tenisistka
  - Ilja Szkurieniow, rosyjski lekkoatleta, wieloboista
  - Aldona Magdalena Żebrowska, polska lekkoatletka, kulomiotka
- 12 stycznia:
  - Tina Krajišnik, serbska koszykarka
  - Rababe Arafi, marokańska lekkoatletka, biegaczka średniodystansowa
  - Marko Bijač, chorwacki piłkarz wodny, bramkarz
  - Dronavalli Harika, indyjska szachistka
  - Jakub Holúbek, słowacki piłkarz
  - Pixie Lott, brytyjska piosenkarka, autorka tekstów, aktorka, tancerka
  - Rafał Mokrzycki, polski pianista
  - David Nilsson, szwedzki piłkarz, bramkarz
- 13 stycznia:
  - Bohdan Butko, ukraiński piłkarz
  - Chang Kai-chen, tajwańska tenisistka
  - Marta Puda, polska szablistka
- 15 stycznia:
  - Marc Bartra, hiszpański piłkarz
  - Marcelo Chierighini, brazylijski pływak
  - Sosłan Daurow, rosyjsko-białoruski zapaśnik
  - Adeline Gray, amerykańska zapaśniczka
  - Nicolai Jørgensen, duński piłkarz
  - Darja Kliszyna, rosyjska lekkoatletka, skoczkini w dal
  - Kevin Malget, luksemburski piłkarz
- 16 stycznia:
  - Matt Duchene, kanadyjski hokeista
  - Saskia Hippe, niemiecka siatkarka
  - Jorge Mora, meksykański piłkarz
  - Declan Rudd, angielski piłkarz, bramkarz
  - Patryk Sztabiński, polski akordeonista
- 17 stycznia:
  - Trevor Bauer, amerykański baseballista
  - Sebastian Bogner, niemiecko-szwajcarski szachista
  - Willa Fitzgerald, amerykańska aktorka
  - Bartosz Kaczmarek, polski siatkarz
  - Jerzy Machowski, polski reżyser teatralny, radiowy i telewizyjny
  - Alise Post, amerykańska kolarka BMX
  - Farrukh Sayfiev, uzbecki piłkarz
- 19 stycznia:
  - Thomas Davis, amerykański koszykarz
  - Corinna Harrer, niemiecka lekkoatleta, biegaczka średnio- i długodystansowa
  - Petra Martić, chorwacka tenisistka
  - Robert Sobera, polski lekkoatleta, tyczkarz
- 20 stycznia:
  - Monica Engelman, amerykańska koszykarka
  - Łukasz Golus, polski judoka
  - Polona Hercog, słoweńska tenisistka
  - Renato Ibarra, ekwadorski piłkarz
  - Kara Kohler, amerykańska wioślarka
  - Jacqueline Seifriedsberger, austriacka skoczkini narciarska
- 21 stycznia:
  - Ali Al-Busaidi, omański piłkarz
  - Mychajło Fedorow, ukraiński przedsiębiorca, polityk
  - Mohammad Ghadir, izraelski piłkarz pochodzenia arabskiego
  - Jan Hirt, czeski kolarz szosowy
  - Aleh Jawienka, białoruski hokeista
  - Brayden McNabb, kanadyjski hokeista
  - Mateusz Mika, polski siatkarz
  - Alfredo Ortuño, hiszpański piłkarz
  - Luis Rodríguez, meksykański piłkarz
  - Natalia Rutkowska, polska kolarka torowa
- 22 stycznia:
  - Joe Colon, amerykański zapaśnik
  - Mitchell Mulhern, australijski kolarz torowy i szosowy
  - Samuel Sáiz, hiszpański piłkarz
  - Elizabeth Simmonds, brytyjska pływaczka
  - Rina Urabe, japońska siatkarka
- 23 stycznia:
  - Steve Birnbaum, amerykański piłkarz pochodzenia żydowskiego
  - Hanna, rosyjska piosenkarka, tancerka, fotomodelka
  - Róaldur Jakobsen, farerski piłkarz
  - Michal Krčmář, czeski biathlonista
  - Vegard Leikvoll Moberg, norweski piłkarz
  - Edna Semedo Monteiro, luksemburska lekkoatletka, tyczkarka
  - Anna Sorokin, rosyjska oszustka
- 24 stycznia:
  - Anne Armstrong, amerykańska koszykarka
  - Żan Bełeniuk, ukraiński zapaśnik pochodzenia rwandyjskiego
  - Jemyma Betrian, holenderska pięściarka
  - Rodrigo Corrales, hiszpański piłkarz ręczny, bramkarz
  - Zack Kassian, kanadyjski hokeista
  - Tatjana Kaszyrina, rosyjska sztangistka
  - Li Xuerui, chińska badmintonistka
  - Zé Luís, kabowerdyjski piłkarz
  - Artiom Łobuzow, rosyjski pływak
  - Flor Ruíz, kolumbijska lekkoatletka, oszczepniczka
  - Andrej Šťastný, słowacki hokeista
  - Logan Stieber, amerykański zapaśnik
  - Necip Uysal, turecki piłkarz
  - Shade Weygandt, amerykańska lekkoatletka, tyczkarka
- 25 stycznia:
  - Nina Coolman, belgijska siatkarka
  - Wojciech Fraś, polski koszykarz
  - Ahmad Hidżazi, egipski piłkarz
- 26 stycznia – Nicolò Melli, włoski koszykarz
- 27 stycznia:
  - Veronica Bisconti, włoska siatkarka
  - Aleksandar Ignjovski, serbski piłkarz pochodzenia macedońskiego
  - Kamil Szeptycki, polski aktor
  - Wasyl Szuptar, ukraiński zapaśnik
  - Julio Teherán, kolumbijski baseballista
  - Amber Yobech, pływaczka z Palau
- 28 stycznia:
  - Lázaro Álvarez, kubański bokser
  - Romaissa Belbiod, algierska lekkoatletka, skoczkini w dal
  - Mallory Burdette, amerykańska tenisistka
  - Marta Onofre, portugalska lekkoatletka, tyczkarka
  - Calum Worthy, kanadyjski aktor
- 29 stycznia:
  - Martina Balboni, włoska siatkarka
  - Sheldon Bateau, trynidadzko-tobagijski piłkarz
  - Ján Greguš, słowacki piłkarz
  - Satomi Suzuki, japońska pływaczka
- 30 stycznia:
  - Igor Cosso, brazylijski aktor
  - Evan Guthrie, kanadyjski kolarz górski i przełajowy
  - Dries Heyrman, belgijski siatkarz
  - Joanna Jóźwik, polska lekkoatletka, biegaczka średniodystansowa
- 31 stycznia:
  - Greg Cunningham, irlandzki piłkarz
  - Ju Wenjun, chińska szachistka
  - Nicole Koolhaas, holenderska siatkarka
  - Chisamba Lungu, zambijski piłkarz
  - Harrison Peacock, australijski siatkarz
  - Andrej Szczarbakou, białoruski piłkarz, bramkarz (zm. 2018)
- 1 lutego:
  - Luca Caldirola, włoski piłkarz
  - Faouzi Ghoulam, algierski piłkarz
  - Michaił Grigorjew, rosyjski hokeista
  - Chadidża al-Mardi, marokańska pięściarka
  - Grigori Minaškin, estoński judoka
  - Carlos Orrantía, meksykański piłkarz
  - Kyle Palmieri, amerykański hokeista
  - Jasmine Tookes, amerykańska modelka
- 2 lutego:
  - Aleksander Beta, polski judoka
  - Nathan Delfouneso, angielski piłkarz
  - Joachim Hauer, norweski skoczek narciarski
  - Christopher Munthali, zambijski piłkarz
  - Megan Romano, amerykańska pływaczka
  - Paweł Szandrach, polski kajakarz
  - Zhong Tianshi, chińska kolarka torowa
- 3 lutego:
  - Willy Boly, francuski piłkarz pochodzenia iworyjskiego
  - Nikola Hofmanova, austriacka tenisistka pochodzenia czeskiego
  - Adrian Quaife-Hobbs, brytyjski kierowca wyścigowy
  - Yuem Hye-seun, południowokoreańska siatkarka
- 4 lutego:
  - Fred Evans, walijski bokser
  - Mathew Leckie, australijski piłkarz
  - Ewelina Marcisz, polska biegaczka narciarska
  - Zvonko Pamić, chorwacki piłkarz
- 5 lutego:
  - Nabil Bahoui, szwedzki piłkarz pochodzenia marokańskiego
  - Tiffany Clarke, amerykańska koszykarka
  - Anthony McGill, szkocki snookerzysta
  - Terrence Ross, amerykański koszykarz
  - Anna Sloan, szkocka curlerka
- 6 lutego:
  - Aleksandar Katai, serbski piłkarz pochodzenia węgiersko-ukraińskiego
  - Jarrod Killey, australijski pływak
  - Ida Njåtun, norweska łyżwiarka szybka
  - Oliver Petrak, chorwacki piłkarz
  - Anna Sidorowa, rosyjska curlerka
  - Patryk Szczurek, polski siatkarz
  - Zhang Mengxue, chińska strzelczyni sportowa
- 7 lutego:
  - Angielina Krasnowa, rosyjska lekkoatletka, tyczkarka
  - Marta Rózga, polska judoczka
  - Aleksandra Sikora, polska piłkarka
  - Zhou Yimiao, chińska tenisistka
- 8 lutego:
  - Genzebe Dibaba, etiopska lekkoatletka, biegaczka długodystansowa
  - Helena Kmieć, polska misjonarka katolicka (zm. 2017)
  - Isłam Magomiedow, rosyjski zapaśnik
  - Paula Okrutna, polska siatkarka
  - Maria Pawłowska, polska aktorka
  - Kim Polling, holenderska judoczka
  - Michał Woś, polski polityk, członek zarządu województwa śląskiego, minister-członek Rady Ministrów, poseł na Sejm RP
- 10 lutego:
  - Illa Aleksijewicz, białoruski piłkarz
  - Linouse Desravine, haitańska judoczka
  - Martina Di Giuseppe, włoska tenisistka
  - Noemie Mayombo, belgijska koszykarka
  - Emma Roberts, amerykańska aktorka, piosenkarka, modelka
  - Florian Schabereiter, austriacki skoczek narciarski
- 11 lutego – Nikola Mirotić, czarnogórski koszykarz, posiadający także hiszpańskie obywatelstwo
- 12 lutego:
  - Aaron Craft, amerykański koszykarz
  - Joris Daudet, francuski kolarz BMX
  - Jean-Marc Doussain, francuski rugbysta
  - Dominika Giedrojć, polska piłkarka ręczna
  - Earvin N’Gapeth, francuski siatkarz pochodzenia kameruńskiego
  - Bart Swings, belgijski łyżwiarz szybki, rolkarz
- 13 lutego:
  - Pontus Jansson, szwedzki piłkarz
  - Marinus Kraus, niemiecki skoczek narciarski
  - Eliaquim Mangala, francuski piłkarz pochodzenia kongijskiego
  - Danny O’Shea, amerykański łyżwiarz figurowy
  - Edgar Rivera, meksykański lekkoatleta, skoczek wzwyż
  - Howard Sant-Roos, kubański koszykarz
  - Jelena Sokołowa, rosyjska pływaczka
- 14 lutego – Anna Kiesenhofer, austriacka kolarka szosowa
- 16 lutego:
  - Aleksandra, księżniczka Luksemburga
  - Terrence Boyd, amerykański piłkarz,
  - Sergio Canales, hiszpański piłkarz
  - Tatjana Iwanowa, rosyjska saneczkarka
  - Sami Niemi, fiński skoczek narciarski
  - Katarzyna Piter, polska tenisistka
- 17 lutego:
  - Milana Živadinović, serbska koszykarka
  - Ed Sheeran, brytyjski piosenkarz
  - Bonnie Wright, brytyjska aktorka
- 18 lutego:
  - Malese Jow, amerykańska aktorka
  - Henry Surtees, brytyjski kierowca wyścigowy (zm. 2009)
- 19 lutego:
  - C.J. Harris, amerykański koszykarz
  - Christoph Kramer, niemiecki piłkarz
  - Ethan Mitchell, nowozelandzki kolarz torowy
  - Adreian Payne, amerykański koszykarz (zm. 2022)
  - Rafał Przybylski, polski piłkarz ręczny
  - Laura Samuel, brytyjska lekkoatletka, trójskoczkini
- 20 lutego:
  - Andrew Gemmell, amerykański pływak
  - Jocelyn Rae, brytyjska tenisistka
  - Maksym Sanduł, ukraiński koszykarz
  - Walerija Sawinych, rosyjska tenisistka
- 21 lutego:
  - Aleksandra Tarasowa, rosyjska koszykarka
  - Ołesia Małaszenko, ukraińska koszykarka
  - Jens Stryger Larsen, duński piłkarz
  - Riyad Mahrez, algierski piłkarz
  - Pavel Maslák, czeski lekkoatleta, sprinter
  - Gregory Mertens, belgijski piłkarz (zm. 2015)
  - Yvonne Nauta, holenderska łyżwiarka szybka
  - Markel Starks, amerykański koszykarz
  - Devon Travis, amerykański baseballista
  - Molla Wagué, malijski piłkarz
  - Monika Zajkova, macedońska polityczka
- 22 lutego:
  - Nicolas Deslauriers, kanadyjski hokeista
  - Frank Fabra, kolumbijski piłkarz
  - Andriej Kuzniecow, rosyjski tenisista
  - Tobias Ludvigsson, szwedzki kolarz górski i szosowy
  - Kervin Piñerua, wenezuelski siatkarz (zm. 2016)
  - Robin Stjernberg, szwedzki piosenkarz
  - Maja Tokarska, polska siatkarka
- 23 lutego:
  - Patrycja Balmas, polska siatkarka
  - Marwan Kabha, izraelski piłkarz pochodzenia arabskiego
  - Ihor Łewczenko, ukraiński piłkarz, bramkarz
  - Ovidijus Varanauskas, litewski koszykarz
  - Adeline Vescan, francuska zapaśniczka
- 24 lutego:
  - Tim Erixon, szwedzki hokeista
  - Melissa Hoskins, australijska kolarka szosowa i torowa
  - Madison Hubbell, amerykańska łyżwiarka figurowa
  - Christian Kabasele, belgijski piłkarz pochodzenia kongijskiego
  - Semih Kaya, turecki piłkarz
  - Agata Skiba, polska siatkarka
- 25 lutego:
  - Carmen Miloglav, chorwacka koszykarka
  - Kyle Dake, amerykański zapaśnik
  - Tony Oller, amerykański aktor, piosenkarz, tancerz
  - Park Seul-gi, południowokoreańska siatkarka
  - Aya Seo, japońska siatkarka
  - Lucio Spadaro, włoski pływak
  - Łukasz Zakreta, polski piłkarz ręczny, bramkarz
- 26 lutego:
  - Jahméne Douglas, brytyjski piosenkarz
  - Chaelin Lee, południowokoreańska piosenkarka
  - Jahméne Douglas, brytyjski piosenkarz
  - Piotr Hain, polski siatkarz
  - Caitlin Leverenz, amerykańska pływaczka
  - Kevin Plawecki, amerykański baseballista pochodzenia polskiego
  - Andrij Tatarenko, ukraiński hokeista
  - Anton Tinnerholm, szwedzki piłkarz
  - Marie-Florence Candassamy, francuska szpadzistka
- 27 lutego – Gregor Deschwanden, szwajcarski skoczek narciarski
- 28 lutego:
  - Sarah Bolger, irlandzka aktorka
  - Hélène Receveaux, francuska judoczka
  - Renato Rezende, brazylijski kolarz BMX
- 1 marca:
  - Milad Bejgi, azerski taekwondzista pochodzenia irańskiego
  - Jia Zongyang, chiński narciarz dowolny
  - Emese Kovács, węgierska pływaczka
  - Karolina Labudda, polska siatkarka
  - Zabit Magomiedszaripow, rosyjski zawodnik MMA
  - Jekatierina Poistogowa, rosyjska lekkoatleta, biegaczka średniodystansowa
  - Chanatip Sonkham, tajska taekwondzistka
- 2 marca:
  - Taylor Doherty, kanadyjski hokeista
  - Tianna Hawkins, amerykańska koszykarka
  - Złatan Jordanow, bułgarski siatkarz
  - Jacob Josefson, szwedzki hokeista
  - Anżela Nediałkowa, bułgarska aktorka
  - Jamie Ness, szkocki piłkarz
  - Mathias Nielsen, duński piłkarz
  - Emanuel Piaskowy, polski kolarz szosowy
  - Jake Picking, amerykański aktor
- 3 marca:
  - Víctor Elías, hiszpański aktor, piosenkarz
  - Julita Fabiszewska, polska piosenkarka
  - Filippo Lanza, włoski siatkarz
- 4 marca:
  - Debra Daniel, mikronezyjska pływaczka
  - Hui Ruoqi, chińska siatkarka
  - Sayed Ahmed Jaafar, bahrajński piłkarz
  - Diandra Newlin, amerykańska aktorka, piosenkarka, modelka
  - Carles Planas, hiszpański piłkarz
- 5 marca – Michael Hayböck, austriacki skoczek narciarski
- 6 marca:
  - Aleksandar Dragović, austriacki piłkarz pochodzenia serbskiego
  - Marc-Antoine Gagnon, kanadyjski narciarz dowolny
  - Jagoda Gołek, polska szachistka
  - Ádám Gyurcsó, węgierski piłkarz
  - Huang Wenyi, chińska wioślarka
  - John Jenkins, amerykański koszykarz
  - Lex Luger, amerykański producent muzyczny
  - Tyler, the Creator, amerykański raper, aktor, projektant mody
- 7 marca:
  - José Javier del Águila, gwatemalski piłkarz
  - Damian Byrtek, polski piłkarz
  - Ian Clark, amerykański koszykarz
  - Raphaela Folie, włoska siatkarka
  - Fredric Gustavsson, szwedzki siatkarz
  - Quenten Martinus, holenderski piłkarz
  - Anthony Mfa Mezui, gaboński piłkarz, bramkarz
- 8 marca:
  - Krzysztof Miętus, polski skoczek narciarski
  - Agustín Ormaechea, urugwajski rugbysta
  - Urban Zamernik, chorwacki skoczek narciarski
- 9 marca:
  - Saeed Al-Mowalad, saudyjski piłkarz
  - Edwin Gyimah, ghański piłkarz
  - Wilma Salas, kubańska siatkarka
  - Kristina Si, rosyjska piosenkarka, raperka
  - Aneta Wojtkowska, polska badmintonistka
- 10 marca:
  - Artak Aleksanian, ormiański piłkarz
  - Marko Panić, bośniacki piłkarz ręczny
  - Annika Roloff, niemiecka lekkoatletka, tyczkarka
  - Carlene Sluberski, amerykańska zapaśniczka pochodzenia polskiego
  - Kenshi Yonezu, japoński muzyk, piosenkarz, autor tekstów, producent muzyczny, ilustrator
- 11 marca:
  - Tanya Acosta, argentyńska siatkarka
  - Sébastien Feller, francuski szachista
  - Alessandro Florenzi, włoski piłkarz
  - Miłosz Hebda, polski siatkarz
  - Kamohelo Mokotjo, południowoafrykański piłkarz
  - Jack Rodwell, angielski piłkarz
  - Prince Segbefia, togijski piłkarz
  - Dienis Simplikiewicz, rosyjski rugbysta
  - Dordżsürengijn Sumjaa, mongolska judoczka
- 12 marca:
  - Felix Kroos, niemiecki piłkarz
  - Beata Olenderek, polska siatkarka
  - Bárbara de Oliveira, brazylijska lekkoatletka, sprinterka
  - Jakub Wanacki, polski hokeista
- 13 marca:
  - François Affolter, szwajcarski piłkarz
  - Hilary Caldwell, kanadyjska pływaczka
  - Amanda Elmore, amerykańska wioślarka
  - Daniel Greig, australijski łyżwiarz szybki
  - Lê Quang Liêm, wietnamski szachista
  - Matt Phillips, szkocki piłkarz
  - Yescarleth Rodríguez-Álvarez, nikaraguańska lekkoatletka, tyczkarka
  - Tristan Thompson, kanadyjski koszykarz
- 14 marca:
  - Facundo Ferreyra, argentyński piłkarz
  - Emir Bekrić, serbski lekkoatleta, płotkarz
  - Mateusz Możdżeń, polski piłkarz
  - Gōtoku Sakai, japoński piłkarz pochodzenia niemieckiego
  - Agnieszka Szczypczyk, polska brydżystka
- 16 marca:
  - Reggie Bullock, amerykański koszykarz
  - Silya Magnana, algierska siatkarka
  - Admir Mehmedi, szwajcarski piłkarz pochodzenia albańskiego
  - Luis Mejía, panamski piłkarz, bramkarz
  - Ville Paumola, fiński snowboardzista
  - Sandhja, fińska piosenkarka
  - Taishi Taguchi, japoński piłkarz
  - Wolfgang Van Halen, amerykański basista, członek zespołu Van Halen
- 17 marca:
  - Dimitri Magnoléké Bissiki, kongijski piłkarz
  - Alexina Graham, brytyjska modelka
  - Grant Irvine, australijski pływak
  - Siergiej Kalinin, rosyjski hokeista
  - Antonio Luna Rodríguez, hiszpański piłkarz
  - Josef Patrick Rau, amerykański zapaśnik
  - Thomas Robinson, amerykański koszykarz
- 18 marca:
  - Michalis Bakakis, grecki piłkarz
  - Marcel Büchel, liechtensteiński piłkarz
  - Awtandil Czrikiszwili, gruziński judoka
  - Travis Frederick, amerykański futbolista
  - Pierre-Hugues Herbert, francuski tenisista
  - Solomon Hill, amerykański koszykarz
  - Tijana Malešević, serbska siatkarka
  - Victor Rudd, amerykański koszykarz
- 19 marca:
  - Caio Bonfim, brazylijski lekkoatleta, chodziarz
  - Igor Filippow, rosyjski siatkarz
  - Maciej Gajos, polski piłkarz
  - Katarzyna Kiedrzynek, polska piłkarka, bramkarka
  - Aleksandr Kokorin, rosyjski piłkarz
  - Irina Łukomska, kazachska siatkarka
  - Yohandry Orozco, wenezuelski piłkarz
- 20 marca:
  - Mattia Destro, włoski piłkarz
  - Anastasija Harelik, białoruska siatkarka
  - Lucie Jones, brytyjska piosenkarka
  - Michał Kucharczyk, polski piłkarz
  - Nick Leddy, amerykański hokeista
  - Piotr Nowak, polski łucznik
  - Alexis Pinturault, francuski narciarz alpejski
  - Olga Samul, polska siatkarka
- 21 marca:
  - Tessa Brouwer, holenderska pływaczka
  - Djaniny, kabowerdyjski piłkarz
  - Amanda Frost, amerykańska koszykarka
  - Antoine Griezmann, francuski piłkarz
  - Tamás Kaszap, węgierski siatkarz
  - Mateus Uribe, kolumbijski piłkarz
- 22 marca:
  - Felipe Guimarães, brazylijski kierowca wyścigowy
  - Roberto Pavoni, brytyjski pływak pochodzenia włoskiego
  - Marta Sirotkina, rosyjska tenisistka
  - Rhyne Williams, amerykański tenisista
- 23 marca:
  - Paulius Petrilevičius, litewski koszykarz
  - Facundo Campazzo, argentyński koszykarz
  - Erik Haula, fiński hokeista
  - Robert Howhannisjan, ormiański szachista
  - José Pablo Minor, meksykański aktor, prezenter telewizyjny, model
  - Małgorzata Misiuk, polska koszykarka
- 24 marca:
  - Tarık Çamdal, turecki piłkarz
  - Dalila Jakupović, słoweńska tenisistka
  - Zuzanna Pawlikowska, polska judoczka
- 25 marca:
  - Norajr Aslanian, ormiański piłkarz
  - Diego Calvo, kostarykański piłkarz
  - Aurelian Chițu, rumuński piłkarz
  - Dina Garipowa, rosyjska piosenkarka
  - Mike Zunino, amerykański baseballista
- 26 marca:
  - Komlan Agbégniadan, togijski piłkarz
  - Beta Dumančić, chorwacka siatkarka
  - Samat Nadyrbek uułu, kirgiski zapaśnik
- 27 marca:
  - Klaudia Blus, polska lekkoatletka, płotkarka i sprinterka
  - Miki Furuya, japońska siatkarka
  - Björn Höhne, niemiecki siatkarz
  - Roman Karasiuk, ukraiński piłkarz
  - London on da Track, amerykański producent muzyczny, autor tekstów
  - Chloe Marshall, brytyjska modelka, zwyciężczyni konkursów piękności
  - Ahmed Samir, jordański piłkarz
  - Josh Selby, amerykański koszykarz
  - Shayne Whittington, amerykańsko-macedoński koszykarz
- 28 marca:
  - Amy Bruckner, amerykańska aktorka
  - Aleksandra Gintrowska, polska piosenkarka i aktorka
  - Lukas Hinterseer, austriacki piłkarz
  - Jordan McRae, amerykański koszykarz
  - Ondřej Palát, czeski hokeista
  - Marie-Philip Poulin, kanadyjska hokeistka
  - Taulant Xhaka, albański piłkarz
- 29 marca:
  - Fabio Borini, włoski piłkarz
  - Marek Daćko, polski piłkarz ręczny
  - N’Golo Kanté, francuski piłkarz pochodzenia malijskiego
  - Ben Marshall, angielski piłkarz
  - Hayley McFarland, amerykańska piosenkarka, aktorka, tancerka
  - Toni Rajala, fiński hokeista
  - Marten de Roon, holenderski piłkarz
- 30 marca:
  - AronChupa, szwedzki didżej, piosenkarz, producent muzyczny, autor tekstów, piłkarz
  - Natoya Goule, jamajska lekkoatletka, sprinterka i biegaczka średniodystansowa
  - Dawit Marsagiszwili, gruziński zapaśnik
  - Lynique Prinsloo, południowoafrykańska lekkoatletka, skoczkini w dal
- 31 marca:
  - Eric Davis, panamski piłkarz
  - Ahmet Karataş, turecki siatkarz
  - Tevita Kuridrani, australijski rugbysta pochodzenia fidżyjskiego
  - Donata Leśnik, polska piłkarka
  - Maximiliano Prudenzano, argentyński zapaśnik
  - Rodney Sneijder, holenderski piłkarz
  - Anna Trener-Wierciak, polska lekkoatletka, skoczkini w dal, paraolimpijka
- 1 kwietnia:
  - Dounia Batma, marokańska piosenkarka
  - Yassine Bounou, marokański piłkarz, bramkarz
  - Sebastian Polter, niemiecki piłkarz
  - Ivona Svobodníková, czeska siatkarka
  - Tomasz Tałach, polski judoka
  - Duván Zapata, kolumbijski piłkarz
- 2 kwietnia:
  - Asłanbiek Ałborow, azerski zapaśnik pochodzenia osetyjskiego
  - Yimmi Chará, kolumbijski piłkarz
  - Quavo, amerykański raper, piosenkarz, autor tekstów, producent muzyczny
  - Milan Rodić, serbski piłkarz
  - Jolanta Siwińska, polska piłkarka
  - Tang Deshang, chiński sztangista
  - Richard Windbichler, austriacki piłkarz
  - Saša Živec, słoweński piłkarz
- 3 kwietnia:
  - Ibrahima Conté, gwinejski piłkarz
  - Markus Eisenbichler, niemiecki skoczek narciarski
  - Blair Evans, australijska pływaczka
  - Jonathan Guerreiro, australijsko-rosyjski łyżwiarz figurowy pochodzenia portugalskiego
  - Hayley Kiyoko, amerykańska aktorka, piosenkarka, tancerka pochodzenia japońskiego
  - Darya Reznichenko, uzbecka lekkoatletka, skoczkini w dal
  - Jurij Uryczew, rosyjski hokeista (zm. 2011)
- 4 kwietnia:
  - Martine Ek Hagen, norweska biegaczka narciarska
  - Laura Emonts, niemiecka siatkarka
  - Melania Grzesiewicz, polska aktorka
  - Asia Muhammad, amerykańska tenisistka
  - Jamie Lynn Spears, amerykańska aktorka niezawodowa, piosenkarka
  - Tereza Vanžurová, czeska siatkarka
- 5 kwietnia:
  - Deniz Baysal, turecka aktorka
  - Nathaniel Clyne, angielski piłkarz
  - Wojciech Ferens, polski siatkarz
  - Nora Mørk, norweska piłkarka ręczna
  - Thea Mørk, norweska piłkarka ręczna
  - Vüqar Rəsulov, azerski szachista
- 6 kwietnia:
  - Sylwia Chmiel, polska siatkarka
  - Maciej Fajfer, polski żużlowiec
  - Li Yunfei, chińska pięściarka
  - Alexandra Popp, niemiecka piłkarka
  - Evariste Shonganya, kongijski koszykarz
- 7 kwietnia:
  - Anne-Marie, brytyjska piosenkarka, autorka tekstów
  - Tarik Aziz Bin Isa, algierski zapaśnik
  - Ousseynou Cissé, malijski piłkarz
  - Julia Figueroa, hiszpańska judoczka
  - Maksim Ignatowicz, rosyjski piłkarz
  - Pawieł Jakowlew, rosyjski piłkarz
  - Luka Milivojević, serbski piłkarz
- 8 kwietnia:
  - Liam Boyce, północnoirlandzki piłkarz
  - Benjamina Karić, bośniacka prawnik i polityk, burmistrz Sarajewa
  - Davis Lejasmeiers, łotewski koszykarz
  - Alper Potuk, turecki piłkarz
  - Andrea Ross, amerykańska aktorka, piosenkarka
  - Ana Carolina da Silva, brazylijska siatkarka
  - Angel Wicky, czeska aktorka pornograficzna
  - Mohamed Daou, marokański piłkarz
- 9 kwietnia:
  - Gaj Asulin, izraelski piłkarz
  - Ayman Ashraf, egipski piłkarz
  - Luke Durbridge, australijski kolarz torowy i szosowy
  - Ryan Kelly, amerykański koszykarz
  - Axel Pons, hiszpański motocyklista wyścigowy
  - Alexander Ring, fiński piłkarz
  - Darlan Romani, brazylijski lekkoatleta, kulomiot
  - Roman Szymański, polski koszykarz
  - Marine Vacth, francuska aktorka, modelka
  - Liam Williams, walijski rugbysta
- 10 kwietnia:
  - Samara Karimowa, kirgiska piosenkarka
  - Dominik Kozma, węgierski pływak
  - Yves Lampaert, belgijski kolarz szosowy
  - Conor Leslie, amerykańska aktorka
  - Amanda Michalka, amerykańska piosenkarka, aktorka
  - Sergiusz Żymełka, polski aktor
- 11 kwietnia:
  - Thiago Alcântara, hiszpański piłkarz pochodzenia brazylijskiego
  - Cédric Bakambu, kongijski piłkarz
  - Cai Zelin, chiński lekkoatleta, chodziarz
  - Andreea Grigore, rumuńska gimnastyczka
  - Tyler Haws, amerykański koszykarz
  - James Magnussen, australijski pływak
  - Erina Mano, japońska piosenkarka
  - Kenta Matsudaira, japoński tenisista stołowy
  - James Roberts, australijski pływak
  - Tierra Ruffin-Pratt, amerykańska koszykarka
- 12 kwietnia:
  - Aleksandra Dziwińska, polska koszykarka
  - Liu Shiwen, chińska tenisistka stołowa
  - Ryōta Morioka, japoński piłkarz
  - Oliver Norwood, północnoirlandzki piłkarz
  - Magnus Pääjärvi Svensson, szwedzki hokeista
  - Ashley Richards, walijski piłkarz
  - Sally Scott, brytyjska lekkoatletka, tyczkarka
  - Justyna Żmuda, polska brydżystka
- 13 kwietnia:
  - Akeem Adams, trynidadzko-tobagijski piłkarz (zm. 2013)
  - Daniel Ginczek, niemiecki piłkarz pochodzenia polskiego
  - Brankica Mihajlović, serbska siatkarka
  - Daniił Sobczenko, rosyjski hokeista pochodzenia ukraińskiego (zm. 2011)
  - Fiodor Suchacki, rosyjski siatkarz
  - Niilo Syväoja, fiński aktor
  - Cecilio Waterman, panamski piłkarz
- 14 kwietnia:
  - Moussa Marega, malijski piłkarz
  - Marta Mistygacz, polska koszykarka
  - Martín Montoya, hiszpański piłkarz
  - Lucie Smutná, czeska siatkarka
  - Rick van der Ven, holenderski łucznik
  - Oliver Wimmer, austriacki piosenkarz
- 15 kwietnia:
  - Denzell Erves, amerykański koszykarz
  - Javier Fernández, hiszpański łyżwiarz figurowy
  - Ansiel Galimow, rosyjski hokeista
  - Ristomatti Hakola, fiński biegacz narciarski
  - Nathalie Lindborg, szwedzka pływaczka
  - Marco Terrazzino, niemiecki piłkarz pochodzenia włoskiego
  - Anastasija Winnikawa, białoruska piosenkarka
- 16 kwietnia:
  - Nolan Arenado, amerykański baseballista
  - Isaac Isinde, ugandyjski piłkarz
  - Katie Meili, amerykańska pływaczka
  - Luis Muriel, kolumbijski piłkarz
  - Joni Ortio, fiński hokeista, bramkarz
- 17 kwietnia:
  - Alexandra Dascalu, francuska siatkarka
  - Cleanthony Early, amerykański koszykarz
  - Constance Jablonski, francuska modelka pochodzenia polskiego
  - Dzianis Palakou, białoruski piłkarz
  - Jéssica Quintino, brazylijska piłkarka ręczna
- 19 kwietnia:
  - Nikola Ašćerić, serbski piłkarz
  - Steve Cook, angielski piłkarz
  - Stuart Dallas, północnoirlandzki piłkarz
  - Kelly Olynyk, kanadyjski koszykarz pochodzenia ukraińskiego
  - Arild Østbø, norweski piłkarz, bramkarz
  - Russ Smith, amerykański koszykarz
  - Maria Tyszkiewicz, polska aktorka, wokalistka
- 20 kwietnia:
  - Farchad Charki, kazachski sztangista
  - Oleg Krikun, rosyjski siatkarz pochodzenia ukraińskiego
  - Allie Will, amerykańska tenisistka
  - Filip Wypych, polski pływak
- 22 kwietnia:
  - Danilo Anđušić, serbski koszykarz
  - Sofía Arreola, meksykańska kolarka torowa i szosowa
  - Alejandro Chumacero, boliwijski piłkarz
  - Samir Fazli, macedoński piłkarz pochodzenia albańskiego
  - Ryan Harrow, amerykański koszykarz
  - Joo Hyong-jun, południowokoreański łyżwiarz szybki
  - Ahmed Yasin, iracki piłkarz
- 24 kwietnia:
  - Sigrid Agren, francuska modelka
  - Simge Aköz, turecka siatkarka
  - Carter Cruise, amerykańska aktorka pornograficzna
  - Stijn D’Hulst, belgijski siatkarz
  - Batuhan Karadeniz, turecki piłkarz
  - Kalle Katajisto, fiński żużlowiec
  - Donou Kokou, togijski piłkarz
  - Karolina Kucharczyk, polska lekkoatletka, skoczkini w dal
  - Tyler Naquin, amerykański baseballista
- 26 kwietnia:
  - Ding Yixin, chińska siatkarka
  - Jørgen Graabak, norweski kombinator norweski
  - Marina Kühner, szwajcarska siatkarka
  - Iryna Netreba, ukraińsko-azerska zapaśniczka
  - Wojciech Pszczolarski, polski kolarz torowy
  - Luca Vettori, włoski siatkarz
- 27 kwietnia:
  - Marco Grigoli, szwajcarski skoczek narciarski
  - Lara Gut-Behrami, szwajcarska narciarka alpejska
  - Laura Sogar, amerykańska pływaczka
  - Gieorgij Szczennikow, rosyjski piłkarz
- 29 kwietnia:
  - Carlos Barbero, hiszpański kolarz szosowy
  - Misaki Doi, japońska tenisistka
  - Antton Haramboure, francuski pływak
  - Jewgienij Iwannikow, rosyjski hokeista
  - Kim Hee-jin, południowokoreańska siatkarka
  - Adam Smith, angielski piłkarz
- 30 kwietnia:
  - Danijel Aleksić, serbski piłkarz
  - Klaudia Buczek, polska wspinaczka sportowa
  - Weronika Domagała, polska tenisistka
  - Connor Jaeger, amerykański pływak
  - Kaarel Nurmsalu, estoński skoczek narciarski, kombinator norweski
  - Victor Pálsson, islandzki piłkarz
  - Brandon Paul, amerykański koszykarz
  - Lindsay Pearce(inne języki), amerykańska aktorka, piosenkarka
  - Travis Scott, amerykański raper, piosenkarz, producent muzyczny
- 1 maja:
  - Abdisalam Ibrahim, norweski piłkarz pochodzenia somalijskiego
  - Henna Johansson, szwedzka zapaśniczka
  - Maciej Marton, polski pilot rajdowy
  - Bartosz Salamon, polski piłkarz
  - Marcus Stroman, amerykański baseballista
  - Daniel Talbot, brytyjski lekkoatleta, sprinter
- 2 maja:
  - Angeliki Nikolopulu, grecka koszykarka
  - Marzena Marciniak, polska koszykarka
  - Layshia Clarendon, amerykańska koszykarka
  - Victoria Larrière, francuska tenisistka
  - Cristian Penilla, ekwadorski piłkarz
  - Serhij Sydorczuk, ukraiński piłkarz
  - Jonathan Villar, dominikański baseballista
  - Erica Wheeler, amerykańska koszykarka
  - Ilja Zacharow, rosyjski skoczek do wody
- 3 maja – Carlo Acutis, włoski sługa Boży (zm. 2006)
- 4 maja:
  - Nicolas Hasler, liechtensteiński piłkarz
  - Mārtiņš Jakovļevs, łotewski hokeista
  - Mam Na Imię Aleksander, polski raper
  - Tajbe Jusein Mustafa, bułgarska zapaśniczka pochodzenia tureckiego
  - Tamir Nabaty, izraelski szachista
  - Daniel Nieto, hiszpański piłkarz
- 5 maja:
  - Ofir Davidzada, izraelski piłkarz
  - José González, panamski piłkarz
  - Raúl Jiménez, meksykański piłkarz
  - Robin de Kruijf, holenderska siatkarka
  - Łukasz Skorupski, polski piłkarz, bramkarz
- 6 maja:
  - Elefterios Kosmidis, grecki gimnastyk
  - Siobhan Williams, brytyjsko-kanadyjska aktorka
- 7 maja:
  - Valentina Biccheri, włoska siatkarka
  - Mercy Cherono, kenijska lekkoatletka, biegaczka długodystansowa
  - Emir Dilaver, austriacki piłkarz pochodzenia bośniackiego
  - Daniel Juncadella, hiszpański kierowca wyścigowy
  - Wouter ter Maat, holenderski siatkarz
- 8 maja:
  - Alena Furman, białoruska wioślarka
  - Kalkidan Gezahegne, etiopsko-bahrajńska lekkoatletka, biegaczka średniodystansowa
  - Yuki Ishii, japońska siatkarka
  - Janeesa Jeffery, amerykańska koszykarka
  - Aneta Michałek, polska łyżwiarka figurowa
  - Maëva Orlé, francuska siatkarka
  - Anamaria Tămârjan, rumuńska gimnastyczka
- 9 maja:
  - Anton Burdasow, rosyjski hokeista
  - Erick Green, amerykański koszykarz
  - Genki Haraguchi, japoński piłkarz
  - Hsu Shu-ching, tajwańska sztangistka
  - Majlinda Kelmendi, kosowska judoczka
  - Christy Mack, amerykańska aktorka pornograficzna
- 10 maja:
  - Joanna Chełchowska, polska koszykarka
  - Paul Anton, rumuński piłkarz
  - Kamil Bednarek, polski piosenkarz, kompozytor, autor tekstów
  - Ray Dalton, amerykański piosenkarz, autor tekstów
  - Yaser Kasim, iracki piłkarz
  - Aline Rotter-Focken, niemiecka zapaśniczka
  - Maira Silva, brazylijska lekkoatletka, tyczkarka
  - Didrik Tønseth, norweski biegacz narciarski
  - Tim Wellens, belgijski kolarz szosowy
- 11 maja:
  - Mohammad Reza Chanzade, irański piłkarz
  - Gülnar Məmmədova, azerska szachistka
  - Siemion Pawliczenko, rosyjski saneczkarz
  - Marcus Rohdén, szwedzki piłkarz
  - Oskar Stoczyński, polski aktor
  - Uzari, białoruski piosenkarz
- 12 maja:
  - Hamza Al-Dararadreh, jordański piłkarz
  - Alejandro Barrera, hiszpański piłkarz
  - Bernarda Brčić, chorwacka siatkarka
  - Joe Dombrowski, amerykański kolarz szosowy pochodzenia polskiego
  - Philip Hellquist, szwedzki piłkarz
  - Simonas Paulius, litewski piłkarz
  - Martyna Radosz, polska wioślarka
  - Maciej Tworzydło, polski judoka
- 13 maja:
  - Anders Fannemel, norweski skoczek narciarski
  - Francisco Lachowski, brazylijski model pochodzenia polskiego
- 14 maja:
  - Maja Bratkič, słoweńska lekkoatletka, trójskoczkini
  - Ahmed El-Shenawy, egipski piłkarz, trener
  - Lucía Fresco, argentyńska siatkarka
  - Paulina Guba, polska lekkoatletka, kulomiotka
  - David Verburg, amerykański lekkoatleta, sprinter
- 15 maja:
  - Łukasz Mejza, polski polityk, samorządowiec, poseł na Sejm RP
  - Magdalena Mielnik, polska triathlonistka (zm. 2017)
  - Femi Ogunode, katarski lekkoatleta, sprinter
  - Elias Uzamukunda, rwandyjski piłkarz
  - Anamari Velenšek, słoweńska judoczka
- 16 maja:
  - Grigor Dimitrow, bułgarski tenisista
  - Gueïda Fofana, francuski piłkarz
  - Michael McBroom, amerykański pływak
  - Matthias Plachta, niemiecki hokeista pochodzenia polskiego
  - Eglė Šikšniūtė, litewska koszykarka
  - Ashley Wagner, amerykańska łyżwiarka figurowa
  - Tristan Walker, kanadyjski saneczkarz
- 17 maja:
  - Luz Delfines Meléndez, wenezuelska siatkarka
  - Amanda Dowe, amerykańska koszykarka
  - Gina Gerson, rosyjska aktorka pornograficzna
  - Johanna Konta, brytyjska tenisistka pochodzenia węgierskiego
  - Daniel Curtis Lee, amerykański raper, aktor
  - Iñigo Martínez, hiszpański piłkarz
  - Moran Mazor, izraelska piosenkarka
  - Dawid Putto, polski kajakarz
  - Rabin Shrestha, nepalski piłkarz
- 19 maja:
  - Mateusz Bepierszcz, polski hokeista
  - Álvaro Giménez, hiszpański piłkarz
  - Łora Kitipowa, bułgarska siatkarka
  - Savannah Marshall, brytyjska pięściarka
  - Jordan Pruitt, amerykańska piosenkarka, autorka tekstów
  - Ihor Zahalski, ukraiński piłkarz
- 20 maja:
  - Emre Çolak, turecki piłkarz
  - Florian Lejeune, francuski piłkarz
  - Fatima an-Nabhani, omańska tenisistka
  - Henrik Ojamaa, estoński piłkarz
  - Esteban Saveljich, czarnogórski piłkarz
- 22 maja:
  - Jared Cunningham, amerykański koszykarz
  - Maria Dębska, polska aktorka
  - Kim Bub-min, południowokoreański łucznik
  - Magdalena Kozielska, polska biegaczka narciarska
  - Kentin Mahé, francuski piłkarz ręczny
  - Kenny Manigault, amerykański koszykarz
  - Joel Obi, nigeryjski piłkarz
  - Aleksandar Radukić, bośniacki koszykarz
  - Odise Roshi, albański piłkarz
- 23 maja:
  - Mirosław Kirow, bułgarski zapaśnik
  - Sam Masters, australijski żużlowiec
  - Lena Meyer-Landrut, niemiecka piosenkarka
  - Suguru Ōsako, japoński lekkoatleta, sprinter
  - César Pinares, chilijski piłkarz
  - Marko Šćepović, serbski piłkarz
  - Priscilla Tommy, vanuacka tenisistka stołowa
  - Michael Weiss, amerykański pływak
- 24 maja:
  - Hurşit Atak, turecki sztangista
  - Jeppe Grønning, duński piłkarz
  - Wiera Kiczanowa, rosyjska dziennikarka, polityk
  - Etiene Medeiros, brazylijska pływaczka
- 25 maja:
  - Talia Caldwell, amerykańska koszykarka
  - Aleksiej Fiodorow, rosyjski lekkoatleta, trójskoczek
  - Derrick Williams, amerykański koszykarz
- 26 maja:
  - Andrè Fosså Aguiluz, norweski kolarz BMX
  - Karol Dziuba, polski aktor
  - Julianna Rose Mauriello, amerykańska aktorka
  - Chris Mavinga, kongijski piłkarz
  - Soufiane Talal, marokański piłkarz
- 27 maja:
  - Lorenzo Buscarini, sanmaryński piłkarz
  - Ksienija Pierwak, rosyjska tenisistka
  - Rafał Rosolski, polski kajakarz
  - Mário Rui, portugalski piłkarz
  - Armando Sadiku, albański piłkarz
  - Filip Starzyński, polski piłkarz
  - Natalja Worobjowa, rosyjska zapaśniczka
- 28 maja:
  - Magda Cazanga, angolska piłkarka ręczna
  - Ji Dong-won, południowokoreański piłkarz
  - Alexandre Lacazette, francuski piłkarz pochodzenia gwadelupskiego
  - Danielle Lao, amerykańska tenisistka
  - Tara Peterson, amerykańska curlerka
  - Jamie Prebble, nowozelandzki narciarz dowolny
- 29 maja:
  - Layeş Abdullayeva, azerska lekkoatletka, biegaczka średnio- i długodystansowa pochodzenia etiopskiego
  - Arijan Ademi, chorwacki piłkarz pochodzenia albańskiego
  - Luca Braidot, włoski kolarz górski
  - Oskar Eriksson, szwedzki curler
  - Marat Grigorian, ormiański kick-boxer
  - Tan Zhongyi, chińska szachistka
- 30 maja:
  - Camila Jersonsky, argentyńska siatkarka
  - Daria Przybyła, polska siatkarka
- 31 maja:
  - Farrah Abraham, amerykańska aktorka pornograficzna
  - Azealia Banks, amerykańska raperka, piosenkarka, autorka tekstów
  - Bartłomiej Bychawski, polski hokeista
  - Hugo Drechou, francuski kolarz górski
  - Gina Mancuso, amerykańska siatkarka
  - Erik Read, kanadyjski narciarz alpejski
- 1 czerwca:
  - Nestoras Mitidis, cypryjski piłkarz
  - Sally Peers, australijska tenisistka
  - Amy Pieters, holenderska kolarka
- 2 czerwca:
  - Christabel Nettey, kanadyjska lekkoatletka, skoczkini w dal i płotkarka
  - Aleksandra Szymańska, polska siatkarka
  - Kristine Vitola, łotewska koszykarka
- 3 czerwca:
  - Tijana Ajduković, serbska koszykarka
  - Dennis Andersson, szwedzki żużlowiec
  - Lutalo Muhammad, brytyjski taekwondzista
  - Łukasz Teodorczyk, polski piłkarz
  - Bruno Uvini, brazylijski piłkarz
  - Sami Vatanen, fiński hokeista
- 4 czerwca:
  - Tacciana Dziahilewa, białoruska modelka
  - Olga Giria, rosyjska szachistka
  - Yūrina Hiraka, japońska lekkoatletka, skoczkini w dal
  - Lorenzo Insigne, włoski piłkarz
  - Daniel Jérent, francuski szpadzista
  - Rajiv van La Parra, holenderski piłkarz pochodzenia surinamskiego
  - Roy Meyer, holenderski judoka
  - Kathryn Prescott, brytyjska aktorka
  - Megan Prescott, brytyjska aktorka
  - Federico Santander, paragwajski piłkarz
  - Ante Vukušić, chorwacki piłkarz
  - Zhang Guowei, chiński lekkoatleta, skoczek wzwyż
- 5 czerwca:
  - Martin Braithwaite, duński piłkarz pochodzenia gujańskiego
  - Gail Brodsky, amerykańska tenisistka
  - Bobby Brown, amerykański narciarz dowolny
  - Sapol Mani, togijski piłkarz
  - Monika Mazur, polska aktorka, dziennikarka, osobowość telewizyjna
- 6 czerwca:
  - Grzegorz Bociek, polski siatkarz
  - Bianca Botto, peruwiańska tenisistka
  - Amir Ghafur, irański siatkarz
  - Aicha Mezemate, algierska siatkarka
  - Aleksandra Rola, polska zawodniczka MMA
  - Aleksandra Trojan, polska siatkarka
- 7 czerwca:
  - Natalia Banaś, polsko-holenderska brydżystka
  - Ryan Dow, szkocki piłkarz
  - Poppy Drayton, brytyjska aktorka
  - Fetty Wap, amerykański raper, piosenkarz, autor tekstów
  - Tommi Kivistö, fiński hokeista
  - Emily Ratajkowski, amerykańska modelka, aktorka pochodzenia polsko-żydowskiego
  - Olivia Rogowska, australijska tenisistka pochodzenia polskiego
  - Cenk Tosun, turecki piłkarz
- 9 czerwca:
  - Sebastian Szymański, polski koszykarz
  - Jamel Johnson, amerykański zapaśnik
  - Maciej Kot, polski skoczek narciarski
  - Alon Turgeman, izraelski piłkarz
  - Yura Yunita, indonezyjska piosenkarka
  - Zhou Yang, chińska łyżwiarka szybka, specjalistka short tracku
- 10 czerwca:
  - Angelica Armitano, włoska piłkarka
  - Diana Cruz, peruwiańska zapaśniczka
  - Antonio Delamea Mlinar, słoweński piłkarz
  - Pol Espargaró, hiszpański motocyklista wyścigowy
  - Juan Jesus, brazylijski piłkarz
  - Mehmood Khan, pakistański piłkarz
  - Wasyl Pryjma, ukraiński piłkarz
  - Alexa Scimeca Knierim, amerykańska łyżwiarka figurowa
  - Krisztián Simon, węgierski piłkarz
  - Hulda Thorsteinsdóttir, islandzka lekkoatletka, tyczkarka
- 11 czerwca:
  - Junshirō Kobayashi, japoński skoczek narciarski, kombinator norweski
  - Seydouba Soumah, gwinejski piłkarz
  - Hayley Spelman, amerykańska siatkarka
  - Ramu Tokashiki, japońska koszykarka
- 12 czerwca:
  - Ramsin Azizsir, niemiecki zapaśnik pochodzenia irańsko-węgierskiego
  - Ellen Braga, brazylijska siatkarka
  - Robert Fuchs, polski wioślarz
  - Ray McCallum, amerykański koszykarz
  - John Narváez, ekwadorski piłkarz
  - Ryang Chun-hwa, północnokoreańska sztangistka
  - Sebastián Solé, argentyński siatkarz
- 13 czerwca – Laura Giuliani, włoska piłkarka
- 14 czerwca:
  - Alyona Alyona, ukraińska raperka
  - Erick Barrondo, gwatemalski lekkoatleta, chodziarz
  - André Carrillo, peruwiański piłkarz
  - Filip Kurto, polski piłkarz, bramkarz
  - Kostas Manolas, grecki piłkarz
  - Dobriana Rabadżiewa, bułgarska siatkarka
- 15 czerwca:
  - Aleksandra Drejgier, polska kolarka torowa
  - Katarzyna Fetlińska, polska poetka
  - Travis Jankowski, amerykański baseballista
  - Valtteri Moren, fiński piłkarz
- 16 czerwca:
  - Angelika Bulbak, polska siatkarka
  - Caroline Jarmoc, kanadyjska siatkarka
  - Rasuł Kalijew, kazachski zapaśnik
  - Joe McElderry, brytyjski piosenkarz
  - Nemanja Nedović, serbski koszykarz
  - José Peleteiro, hiszpański piłkarz
- 17 czerwca:
  - Jelena Antić, macedońska koszykarka
  - Robert Berić, słoweński piłkarz
  - Leandro Cabrera, urugwajski piłkarz
  - Grégoire Defrel, francuski piłkarz pochodzenia martynikańskiego
  - Timothy Koleto, japoński łyżwiarz figurowy pochodzenia amerykańskiego
  - Manuel Pucciarelli, włoski piłkarz
  - Aleksandr Safonow, rosyjski siatkarz
  - Karolina Styczyńska, polska szachistka
- 18 czerwca:
  - Zurab Datunaszwili, gruziński i serbski zapaśnik
  - Willa Holland, amerykańska aktorka, modelka
  - Brent McGrath, australijski piłkarz
  - Rasmus Schüller, fiński piłkarz pochodzenia szwedzkiego
  - Anna Swenn-Larsson, szwedzka narciarka alpejska
  - Ondřej Zahustel, czeski piłkarz
  - Pawieł Zdunow, rosyjski hokeista
  - Artūrs Zjuzins, łotewski piłkarz
- 20 czerwca:
  - Christina Epps, amerykańska lekkoatletka, trójskoczkini
  - Sara Hutinski, słoweńska siatkarka
  - Kalidou Koulibaly, senegalski piłkarz
  - Rasmus Lauge, duński piłkarz ręczny
  - Arkadiusz Leniart, polski szachista
  - Gülyschan Nachbajewa, kazachska szachistka
  - Shagreen, polska piosenkarka, skrzypaczka, kompozytorka, autorka tekstów, producentka muzyczna
- 21 czerwca:
  - Dallin Bachynski, kanadyjski koszykarz pochodzenia polskiego
  - Fakhreddine Ben Youssef, tunezyjski piłkarz
  - Tacciana Chaładowicz, białoruska lekkoatletka, oszczepniczka
  - Gaël Kakuta, francuski piłkarz
- 23 czerwca:
  - Ryōhei Arai, japoński lekkoatleta, oszczepnik
  - Kaj í Bartalsstovu, farerski piłkarz
  - Shirley Ferrer, portorykańska siatkarka
  - Félicia Menara, francuska siatkarka
  - Fran Vélez, hiszpański piłkarz
- 24 czerwca:
  - Jakub Banaszek, polski prawnik, samorządowiec, prezydent Chełma
  - Mutazz Isa Barszim, katarski lekkoatleta, skoczek wzwyż pochodzenia sudańskiego
  - Moez Ben Cherifia, tunezyjski piłkarz, bramkarz
  - Amina Benabderrahmane, algierska zapaśniczka
  - Mark Ehrenfried, niemiecki pianista
  - Jakub Jamróg, polski żużlowiec
  - Yasmin Paige, brytyjska aktorka
  - David Stockton, amerykański koszykarz
  - Jan Ziobro, polski skoczek narciarski
- 25 czerwca:
  - Soner Demirtaş, turecki zapaśnik
  - Boban Jović, słoweński piłkarz
  - Jack Lisowski, brytyjski snookerzysta pochodzenia ukraińskiego
  - Cleveland Melvin, amerykański koszykarz
  - Lauren Perdue, amerykańska pływaczka
  - Marcin Podolec, polski autor komiksów
  - Victor Wanyama, kenijski piłkarz
  - Anna Zaja, niemiecka tenisistka
  - Simone Zaza, włoski piłkarz
- 26 czerwca:
  - Jesuíta Barbosa, brazylijski aktor
  - Annie Foreman-Mackey, kanadyjska kolarka torowa i szosowa
  - Andre Gray, angielski piłkarz
  - Martin Pospíšil, czeski piłkarz
  - Jordan Steen, kanadyjski zapaśnik
  - Mateusz Kuzimski, polski piłkarz
- 27 czerwca:
  - Jordy Clasie, holenderski piłkarz
  - Justyna Plutowska, polska łyżwiarka figurowa
  - Piotr Robak, polski koszykarz
  - Kyle Smaine, amerykański narciarz dowolny
- 28 czerwca:
  - Kevin De Bruyne, belgijski piłkarz
  - Aderinsola Habib Eseola, ukraiński piłkarz pochodzenia nigeryjskiego
  - Kang Min-hyuk, południowokoreański aktor, perkusista, wokalista, autor tekstów, członek zespołu CNBLUE
  - Anżelika Sidorowa, rosyjska lekkoatletka, tyczkarka
- 29 czerwca:
  - Kawhi Leonard, amerykański koszykarz
  - Addison Timlin, amerykańska aktorka
- 30 czerwca:
  - Elvijs Biezais, łotewski hokeista
  - Abigail Gómez, meksykańska lekkoatletka, oszczepniczka
  - Heybətulla Hacıəliyev, azerski bokser
  - Tomasz Kalembka, polski siatkarz
  - Margaret, polska piosenkarka, kompozytorka, autorka tekstów
  - Katie Nageotte, amerykańska lekkoatletka, tyczkarka
  - Demi Payne, amerykańska lekkoatletka, tyczkarka
  - Miljan Pušica, serbski piłkarz ręczny
- 1 lipca:
  - Mike Muscala, amerykański koszykarz
  - Lucas Vázquez, hiszpański piłkarz
  - Michael Wacha, amerykański baseballista
  - Laura Weightman, brytyjska lekkoatletka, biegaczka średniodystansowa
- 3 lipca:
  - Will Grigg, północnoirlandzki piłkarz
  - Eero Markkanen, fiński piłkarz
  - Nam Tae-hee, południowokoreański piłkarz
  - Anastasija Pawluczenkowa, rosyjska tenisistka
- 4 lipca:
  - Jermaine Brown, jamajski lekkoatleta, sprinter
  - Souleymane Cissokho, francuski bokser pochodzenia senegalskiego
  - Ana Lazarević, serbska siatkarka
  - Krzysztof Maksel, polski kolarz torowy
  - Charles Silmon, amerykański lekkoatleta, sprinter
- 5 lipca:
  - Jason Dolley, amerykański aktor
  - Adela Konop, polska wokalistka
- 6 lipca:
  - Jonas Bergstedt, duński koszykarz
  - Kelsie Ahbe, kanadyjska lekkoatletka, tyczkarka
  - Kadeem Batts, amerykański koszykarz
  - Beatrice Chepkoech, kenijska lekkoatletka, biegaczka
  - Philip Milanov, belgijski lekkoatleta, młociarz pochodzenia bułgarskiego
  - Victoire Thivisol, francuska aktorka
  - Maurice Torres, portorykański siatkarz
  - Noah Wallace, amerykański narciarz dowolny
- 7 lipca:
  - Alesso, szwedzki didżej, producent muzyczny
  - James Forrest, szkocki piłkarz
  - Eve Hewson, irlandzka aktorka
  - Quebonafide, polski raper, autor tekstów
  - Larissa Souza, brazylijska siatkarka
- 8 lipca:
  - Emilio Córdova, peruwiański szachista
  - Virgil van Dijk, holenderski piłkarz pochodzenia surinamskiego
  - Shante Evans, amerykańska koszykarka
- 9 lipca:
  - Gioia Barbieri, włoska tenisistka
  - Clara Hagman, szwedzka piosenkarka
  - Mitchel Musso, amerykański aktor, piosenkarz
  - Riley Reid, amerykańska aktorka pornograficzna
  - Maryna Słucka, białoruska judoczka
  - Lisa Vitting, niemiecka pływaczka
- 10 lipca:
  - Angel Haze, amerykańska raperka, autorka tekstów
  - Nemanja Jaramaz, serbski koszykarz
  - Andriej Kudriaszow, rosyjski żużlowiec (zm. 2024)
  - Natalia Leśniak, polska łuczniczka
  - Natasza Leśniak, polska aktorka
- 13 lipca:
  - Sofija Aleksandravicius, amerykańska koszykarka
  - Paulina Jatczak, polska brydżystka
  - Seppe Smits, belgijski snowboardzista
  - Sebastian Foss Solevåg, norweski narciarz alpejski
  - Mackenzie Boyd-Clowes, kanadyjski skoczek narciarski
- 14 lipca:
  - Sara Chmiel, polska wokalistka, członkini zespołu Łzy
  - Rossella Fiamingo, włoska szpadzistka
  - Maksim Kanunnikow, rosyjski piłkarz
  - Shabazz Napier, amerykański koszykarz pochodzenia portorykańskiego
- 15 lipca:
  - Troy Daniels, amerykański koszykarz
  - Danilo, brazylijski piłkarz
  - Derrick Favors, amerykański koszykarz
  - Nuria Párrizas Díaz, hiszpańska tenisistka
- 16 lipca:
  - Rusłan Cariow, kirgiski zapaśnik pochodzenia rosyjskiego
  - Emma Louise, australijska piosenkarka, autorka tekstów
  - Enrico Golinucci, sanmaryński piłkarz
  - Robert McHugh, szkocki piłkarz
  - Fanol Përdedaj, kosowski piłkarz
  - Nate Schmidt, amerykański hokeista
  - Markus Schulte-Lünzum, niemiecki kolarz górski i przełajowy
  - Alexandra Shipp, amerykańska aktorka
  - Andros Townsend, angielski piłkarz
  - Sam Webster, nowozelandzki kolarz torowy
- 18 lipca
  - Patryk Marjan, polski polityk, samorządowiec, prezydent Bełchatowa
  - Rubén Peña, hiszpański piłkarz
- 20 lipca:
  - Alec Burks, amerykański koszykarz
  - Dwight Powell, kanadyjski koszykarz
  - Heidi Weng, norweska biegaczka narciarska
  - Damir Zlomislić, bośniacki piłkarz
- 21 lipca:
  - Jamaal Franklin, amerykański koszykarz
  - Nemanja Miletić, serbski piłkarz
  - Rewazi Nadareiszwili, gruziński zapaśnik
  - Wołodymyr Onyszczuk, ukraiński szachista
  - Lucy Spraggan, brytyjska piosenkarka
- 22 lipca:
  - Ante Budimir, chorwacki piłkarz
  - Dede Camara, gwinejska pływaczka
  - Kenny Elissonde, francuski kolarz szosowy
  - Simon Friedli, szwajcarski bobsleista
  - Matty James, angielski piłkarz
  - Tomi Juric, australijski piłkarz pochodzenia chorwackiego
  - Hiyadilis Melo, dominikańska lekkoatletka, tyczkarka
  - Mihajlo Sekulović, czarnogórski koszykarz
- 23 lipca:
  - Lars van der Haar, holenderski kolarz przełajowy i szosowy
  - Lauren Mitchell, australijska gimnastyczka
  - Dmitrij Orłow, rosyjski hokeista
  - Kianoush Rostami, irański sztangista
  - Kamil Syprzak, polski piłkarz ręczny
  - Naadir Tharpe, amerykański koszykarz
- 24 lipca:
  - Paulina Kaczyńska, polska lekkoatletka, biegaczka długodystansowa
  - Robin Lehner, szwedzki hokeista, bramkarz
  - Lin Yue, chiński skoczek do wody
  - Ayano Nakaōji, japońska siatkarka
  - Jade Neilsen, australijska pływaczka
  - Emily Bett Rickards, kanadyjska aktorka
- 25 lipca:
  - Barbara Bluesberry, polska piosenkarka, kompozytorka
  - Regino Hernández, hiszpański snowboardzista
  - Amanda Kurtović, norweska piłkarka ręczna pochodzenia chorwackiego
  - Miyu Nagaoka, japońska siatkarka
  - Laura Schwensen, niemiecka wioślarka
- 26 lipca:
  - Selina Büchel, szwajcarska lekkoatletka, biegaczka średniodystansowa
  - Jóan Edmundsson, farerski piłkarz
  - Tim Kretschmer, niemiecki masowy morderca (zm. 2009)
  - Mara Leão, brazylijska siatkarka
  - Conor McLaughlin, północnoirlandzki piłkarz
  - Lídia Pereira, portugalska ekonomistka, polityk, eurodeputowana
- 27 lipca:
  - Cho Yoon-woo, południowokoreański aktor
  - Yuko Enomoto, japońska lekkoatletka, tyczkarka
  - Wasilij Parszyn, rosyjski zapaśnik
- 28 lipca:
  - Kantiemir Bałagow, rosyjski reżyser i scenarzysta filmowy
  - Rafael Lopes, portugalski piłkarz
  - Lukáš Štetina, słowacki piłkarz
  - Zhang Xiaoyu, chińska siatkarka
- 29 lipca:
  - Agnieszka Pencherkiewicz, polska piłkarka
  - Alexandra Perper, mołdawska tenisistka
- 30 lipca:
  - Jesper B. Jensen, duński hokeista
  - Aleksandra Brzezińska, polska lekkoatletka, biegaczka długodystansowa
  - Darja Kondakowa, rosyjska gimnastyczka artystyczna
  - Iryna Kryuko, białoruska biathlonistka
  - Patryk Łaba, polski siatkarz
  - Patryk Pniewski, polski aktor
  - Maria Sajdak, polska wioślarka
  - Femke Stoltenborg, holenderska siatkarka
  - Diana Vickers, brytyjska piosenkarka, aktorka
- 31 lipca:
  - Réka Luca Jani, węgierska tenisistka
  - Yanick Moreira, angolski koszykarz
- 1 sierpnia:
  - Grace Loh, australijska pływaczka
  - Piotr Malarczyk, polski piłkarz
  - Jennifer Nogueras, portorykańska siatkarka
  - Ariel Turner, amerykańska siatkarka
- 2 sierpnia:
  - Anton Babikow, rosyjski biathlonista
  - Leonel Galeano, argentyński piłkarz
  - Evander Kane, kanadyjski hokeista
  - Hrafnhildur Lúthersdóttir, islandzka pływaczka
  - Dominik Senator, polski tancerz baletowy
- 3 sierpnia:
  - Mayra Aguiar, brazylijska judoczka
  - Priscilla Gneto, francuska judoczka pochodzenia iworyjskiego
  - Şəfaqət Həbibova, azerska siatkarka
  - Joevin Jones, trynidadzko-tobagijski piłkarz
  - Kaori Kawanaka, japońska łuczniczka
- 4 sierpnia:
  - Lena Dürr, niemiecka narciarka alpejska
  - Izet Hajrović, bośniacki piłkarz
  - Dakota North, australijski żużlowiec
- 5 sierpnia:
  - Guido Andreozzi, argentyński tenisista
  - Célia Aymonier, francuska biegaczka narciarska
  - Daniëlle van de Donk, holenderska piłkarka
  - Martina Granström, szwedzka pływaczka
  - Andreas Weimann, austriacki piłkarz
- 6 sierpnia – Antonella Palmisano, włoska lekkoatletka, chodziarka
- 7 sierpnia:
  - Robin Frijns, holenderski kierowca wyścigowy
  - Lénora Guion-Firmin, francuska lekkoatletka, sprinterka
  - Luis Salom, hiszpański motocyklista wyścigowy (zm. 2016)
  - Mike Trout, amerykański baseballista
  - Mitchell te Vrede, holenderski piłkarz
- 8 sierpnia:
  - Jessica Dulęba, kanadyjsko-polska koszykarka
  - Ludmiła Jeriomina, rosyjska lekkoatletka, tyczkarka
  - David Lazar, rumuński piłkarz
  - Joël Matip, kameruński piłkarz
  - Nélson Oliveira, portugalski piłkarz
  - Roman Sidorowicz, szwajcarski piłkarz ręczny pochodzenia polsko-holenderskiegp
  - Trần Huệ Hoa, wietnamska lekkoatletka, trójskoczkini i skoczkini wzwyż
- 9 sierpnia:
  - Furkan Aldemir, turecki koszykarz
  - Sander Arends, holenderski tenisista
  - Alexa Bliss, amerykańska wrestlerka
  - Heize, południowokoreańska piosenkarka, autorka tekstów
  - Hansika Motwani, indyjska aktorka
  - Marharyta Pesoćka, ukraińska tenisistka stołowa
  - Romell Quioto, honduraski piłkarz
- 10 sierpnia:
  - Dailenys Alcántara, kubańska lekkoatletka, skoczkini w dal i trójskoczkini
  - Michael Dapaah, brytyjski raper, aktor, komik
  - Daniel Havel, czeski kajakarz
  - Yaya Kerim, czadyjski piłkarz
  - Orxan Səfərov, azerski judoka
  - Rafał Sobański, polski siatkarz
- 11 sierpnia – Cristian Tello, hiszpański piłkarz
- 12 sierpnia:
  - Lamar Patterson, amerykański koszykarz
  - Khris Middleton, amerykański koszykarz
  - Gáspár Csere, węgierski lekkoatleta
- 13 sierpnia – Inès Granvorka, szwajcarska siatkarka
- 14 sierpnia:
  - Hope Akpan, nigeryjski piłkarz
  - Richard Freitag, niemiecki skoczek narciarski
  - Reggie Hearn, amerykański koszykarz
  - Nicha Lertpitaksinchai, tajska tenisistka
  - Alina Rajkowa, kazachska biathlonistka
- 15 sierpnia:
  - Ellen Gandy, brytyjska pływaczka
  - Fuad Ibrahim, etiopski piłkarz
  - Julius Junttila, fiński hokeista
  - Filip Mladenović, serbski piłkarz
  - Petja Piiroinen, fiński snowboardzista
  - Genesis Servania, filipiński bokser
  - Sam Willoughby, australijski kolarz górski i BMX
  - Patryk Wolański, polski piłkarz, bramkarz
  - Yang Meng-hua, tajwańska siatkarka
- 16 sierpnia:
  - Ellis Coleman, amerykański zapaśnik
  - Greg Garza, amerykański piłkarz pochodzenia meksykańskiego
  - Anna Gasser, austriacka snowboardzistka
  - Radosław Kawęcki, polski pływak
  - Evanna Lynch, irlandzka aktorka
  - Roope Riski, fiński piłkarz
- 18 sierpnia:
  - Elizabeth Cambage, australijska koszykarka
  - Lubomir Dimitrow, bułgarski zapaśnik
  - Rustam Iskandari, tadżycki zapaśnik
  - Errol Nolan, amerykańsko-jamajski lekkoatletka, sprinter
  - Brianna Rollins, amerykańska lekkoatletka, płotkarka
  - Maria Włoszczowska, polska skrzypaczka
- 21 sierpnia:
  - Leandro Bacuna, holenderski piłkarz
  - Demy, grecka piosenkarka
  - Hanna Kolb, niemiecka biegaczka narciarska
  - Anna Morgina, rosyjska tenisistka
  - Anna Nieczajewska, rosyjska biegaczka narciarska
  - Jesse James Rutherford, amerykański aktor, muzyk, wokalista, autor tekstów, członek zespołu The Neighbourhood
- 22 sierpnia:
  - Adam Bradbury, angielski siatkarz
  - Georg Klein, niemiecki siatkarz
  - Federico Macheda, włoski piłkarz
  - Adrien Regattin, marokański piłkarz
  - Brayden Schenn, kanadyjski hokeista
  - Asia Taylor, amerykańska koszykarka
  - Ysaora Thibus, francuska florecistka
  - Lorraine Ugen, brytyjska lekkoatletka, skoczkini w dal
- 23 sierpnia:
  - Jennifer Abel, kanadyjska skoczkini do wody
  - Fabián Balbuena, paragwajski piłkarz
  - Bartosz Dudek, polski piłkarz ręczny, bramkarz
  - Saman Fa’ezi, irański siatkarz
  - Ewelina Lisowska, polska piosenkarka, kompozytorka, autorka tekstów
- 24 sierpnia:
  - Simona Baumrtová, czeska pływaczka
  - Diego Bejarano, boliwijski piłkarz
  - Yassine Jebbour, marokański piłkarz
  - Bartłomiej Neupauer, polski hokeista
  - Wang Zhen, chiński lekkoatleta, chodziarz
- 26 sierpnia:
  - Arnaud Démare, francuski kolarz szosowy
  - Jessica Diggins, amerykańska biegaczka narciarska
  - Kirsten Nieuwendam, surinamska lekkoatletka, sprinterka
  - Dylan O’Brien, amerykański aktor
  - Aleksandra Radwańska, polska aktorka
  - Chris Dowe, amerykański koszykarz
- 27 sierpnia:
  - Lisa Darmanin, australijska żeglarka sportowa
  - Monika Hojnisz-Staręga, polska biathlonistka
  - Paula Mazurek, polska piłkarka ręczna
  - Remy McBain, portorykańska siatkarka
  - Bojan Najdenow, macedoński piłkarz
- 28 sierpnia - Andreja Pejić, australijska modelka
- 29 sierpnia:
  - Néstor Araujo, meksykański piłkarz
  - Joshua Gatt, amerykański piłkarz
  - Pierre Jackson, amerykański koszykarz
  - Anikó Kovacsics, węgierska piłkarka ręczna
  - Nayo Raincock-Ekunwe, kanadyjska koszykarka
- 30 sierpnia:
  - Jacqueline Cako, amerykańska tenisistka
  - Liam Cooper, szkocki piłkarz
  - Deorro, amerykański didżej, producent muzyczny
  - Merdan Gurbanow, turkmeński piłkarz
  - Jacek Jeschke, polski tancerz
  - Fərid Məmmədov, azerski piosenkarz
  - Daria Przybylak, polska siatkarka
- 1 września – Róża Ratajczak, polska koszykarka
- 2 września:
  - Mareks Mejeris, łotewski koszykarz
  - Davante Gardner, amerykański koszykarz
  - Natasha Howard, amerykańska koszykarka
  - Sontaya Keawbundit, tajska siatkarka
  - Jason Lowe, angielski piłkarz
  - Davy Pröpper, holenderski piłkarz
  - Gyasi Zardes, amerykański piłkarz pochodzenia ghańskiego
- 3 września:
  - Thomas Delaney, duński piłkarz
  - Ewa Kuls-Kusyk, polska saneczkarka
  - Mihail Sava, mołdawska zapaśniczka
  - Ewelina Skoczylas, polska lekkoatletka, sprinterka
- 4 września:
  - Aleksandar Atanasijević, serbski siatkarz
  - Pavol Bajza, słowacki piłkarz, bramkarz
  - Jessica Depauli, austriacka narciarka alpejska
  - Joe Haines, brytyjski żużlowiec
- 5 września – Przemysław Pawlicki, polski żużlowiec
- 7 września:
  - Damian Adamczak, polski żużlowiec
  - João Amaral, portugalski piłkarz
  - Kamil Drygas, polski piłkarz
  - Amar Garibović, serbski biegacz narciarski (zm. 2010)
  - Joe Harris, amerykański koszykarz
  - Angelika Mach, polska lekkoatletka, biegaczka długodystansowa
  - Milan Milovanović, serbski koszykarz
  - Namika, niemiecka piosenkarka pochodzenia marokańskiego
- 8 września – Park So-dam, południowokoreańska aktorka
- 9 września:
  - Kelsey Asbille, amerykańska aktorka
  - Julia Boserup, amerykańska tenisistka
  - Maiko Gogoladze, gruzińska lekkoatletka, skoczkini w dal
  - Sandro Gotal, austriacki piłkarz pochodzenia chorwackiego
  - Oscar, brazylijski piłkarz
  - Danilo Pereira, portugalski piłkarz pochodzenia gwinejskiego
  - Gözde Yılmaz, turecka siatkarka
- 10 września:
  - Lisvel Eve-Castillo, dominikańska siatkarka
  - Ilona Janyst, polska aktorka
  - Sam Morsy, egipski piłkarz
  - Nicola Sansone, włoski piłkarz
- 11 września:
  - Cammile Adams, amerykańska pływaczka
  - Jordan Ayew, ghański piłkarz
  - Tabitha Love, kanadyjska siatkarka
- 12 września:
  - Gergely Gyurta, węgierski pływak
  - Thomas Meunier, belgijski piłkarz
  - Martyna Opoń, polska lekkoatletka, sprinterka
  - Imri Ziw, izraelski piosenkarz
- 13 września:
  - Ksienija Afanasjewa, rosyjska gimnastyczka
  - Danieł Aleksandrow, bułgarski zapaśnik
- 15 września:
  - Weronika Biela-Nowaczyk, polska snowboardzistka
  - Chris Czerapowicz, szwedzki koszykarz
  - Alex Florea, rumuński piosenkarz
  - Jasurbek Latipov, uzbecki bokser
  - Lee Jung-shin, południowokoreański aktor, raper, wokalista, basista, członek zespołu CNBLUE
  - Constantine Louloudis, brytyjski wioślarz
  - Phil Ofosu-Ayeh, ghański piłkarz
- 17 września:
  - Ali Gökdemir, azerski piłkarz
  - Jegor Jakowlew, rosyjski hokeista
  - Justyna Jegiołka, polska tenisistka
  - Minako Kotobuki, japońska aktorka głosowa, piosenkarka
  - Mena Massoud, kanadyjski aktor pochodzenia egipskiego
  - Jordan McCoy, amerykańska piosenkarka
  - Uche Nwofor, nigeryjski piłkarz
  - Miguel Quiame, angolski piłkarz
- 18 września – Hiroaki Watanabe, japoński skoczek narciarski
- 19 września:
  - Chloe Esposito, australijska pięcioboistka nowoczesna
  - Helen Maroulis, amerykańska zapaśniczka
  - C.J. McCollum, amerykański koszykarz
  - Filip Puzyr, polski judoka
  - Janine Völker, niemiecka siatkarka
  - Abdul Majeed Waris, ghański piłkarz
- 20 września:
  - Omar Abdulrahman, emiracki piłkarz
  - Kelsey-Lee Barber, australijska lekkoatletka, oszczepniczka
  - Isaac Cofie, ghański piłkarz
  - Danny Hart, brytyjski kolarz górski
  - Jan Kanthak, polski samorządowiec, polityk, poseł na Sejm RP
  - Martin Linnes, norweski piłkarz
  - Spencer Locke, amerykańska aktorka
  - Martin Milec, słoweński piłkarz
  - Alejandro Pozuelo, hiszpański piłkarz
- 21 września:
  - Władisław Antonow, rosyjski saneczkarz
  - Lara Grangeon, francuska pływaczka
  - Stiepan Marianian, rosyjski piłkarz pochodzenia ormiańskiego
  - Carlos Martínez, dominikański baseballista
  - Rika Nomoto, japońska siatkarka
  - Ali Szafi’i, irański siatkarz
  - Elena Vallortigara, włoska lekkoatletka, skoczkini wzwyż
- 22 września:
  - Safuwan Baharudin, singapurski piłkarz
  - Janisa Johnson, amerykańska siatkarka
  - Alessandra Jovy-Heuser, niemiecka siatkarka
  - Magdalena Kowalczyk, polska judoczka
  - Pascal Martinot-Lagarde, francuski lekkoatleta, płotkarz
  - Andreea Mitu, rumuńska tenisistka
  - Jacek Ozdoba, polski prawnik, polityk, wiceminister, poseł na Sejm RP
  - Lavinia Scurtu, rumuńska lekkoatletka, tyczkarka
- 23 września:
  - Veronique Hronek, niemiecka narciarka alpejska
  - Key, południowokoreański piosenkarz
  - Melanie Oudin, amerykańska tenisistka pochodzenia francuskiego
  - Bachtijar Rahmani, irański piłkarz
  - Sitthichai Sitsongpeenong, tajski zawodnik sportów walki
  - Silvio Torales, paragwajski piłkarz
- 24 września:
  - Do Ji-han, południowokoreański aktor
  - Lorenzo Ebecilio, holenderski piłkarz pochodzenia surinamskiego
  - Owen Farrell, angielski rugbysta
  - Perry Jones III, amerykański koszykarz
  - Anna Karczmarczyk, polska aktorka
  - Brittany Phelan, kanadyjska narciarka dowolna
  - Mateusz Przybylski, polski piłkarz ręczny
  - Oriol Romeu, hiszpański piłkarz
- 25 września:
  - Gheorghe Andronic, mołdawski piłkarz
  - Emmy Clarke, amerykańska aktorka
  - Calle Järnkrok, szwedzki hokeista
  - Stine Oftedal, norweska piłkarka ręczna
  - Hélène Rousseaux, belgijska siatkarka
- 26 września:
  - Andraž Pograjc, słoweński skoczek narciarski
  - Krisztina Raksányi, węgierska koszykarka
- 27 września:
  - Carlos Cáceda, peruwiański piłkarz, bramkarz
  - Simona Halep, rumuńska tenisistka
  - Marcel Halstenberg, niemiecki piłkarz
  - Dillion Harper, amerykańska aktorka pornograficzna
  - Thomas Mann, amerykański aktor
- 30 września:
  - Marcos Álvarez, niemiecki piłkarz pochodzenia hiszpańskiego
  - Maksim Bielajew, rosyjski piłkarz
  - Adrian Buchowski, polski siatkarz
  - Joffrey Lauvergne, francuski koszykarz
  - Cosmin Matei, rumuński piłkarz
  - Gabriela Paz, wenezuelska tenisistka
  - Thomas Röhler, niemiecki lekkoatleta, oszczepnik
- 1 października:
  - Gus Kenworthy, amerykański narciarz dowolny
  - Timothée Kolodziejczak, francuski piłkarz pochodzenia polskiego
  - Jonatan Kopelew, izraelski pływak
  - Christina Rusewa, bułgarska siatkarka
  - Sam Shankland, amerykański szachista
  - Alina Stepanczuk, ukraińska siatkarka
- 4 października:
  - Anna Berta, szwedzka tenisistka pochodzenia uzbeckiego
  - Taufic Guarch, meksykański piłkarz pochodzenia hiszpańsko-kubańskiego
  - Nicolai Kielstrup, duński piosenkarz
  - Irina Korolowa, rosyjska siatkarka
  - Thijmen Kupers, holenderski lekkoatleta, średniodystansowiec
  - Rüstəm Orucov, azerski judoka
  - Erik Sviatchenko, duński piłkarz pochodzenia ukraińskiego
  - Yoshito Watabe, japoński kombinator norweski
- 5 października – Tornike Szengelia, gruziński koszykarz
- 6 października:
  - Victoria von Eynatten, niemiecka lekkoatletka, tyczkarka
  - Roshon Fegan, amerykański aktor, muzyk, raper, piosenkarz, tancerz
  - Lawrence Okoye, brytyjski lekkoatleta, dyskobol, futbolista
- 7 października:
  - Simon Cho, amerykański łyżwiarz szybki, specjalista short tracku pochodzenia koreańskiego
  - Nikita Filippow, kazachski lekkoatleta, tyczkarz
  - Ejal Golasa, izraelski piłkarz
  - Stefan Marinovic, nowozelandzki piłkarz pochodzenia chorwackiego
  - Modżtaba Mirzadżanpur, irański siatkarz
  - Mateusz Wilangowski, polski wioślarz
- 8 października:
  - Bakermat, holenderski didżej, producent muzyczny
  - Shan Danna, chińska siatkarka
  - Fernando Gaibor, ekwadorski piłkarz
  - Laura Saccomani, włoska siatkarka
  - Kang Yue, chińska sztangistka
- 9 października:
  - Laura García, argentyńska zapaśniczka
  - Ołeksandr Łypowy, ukraiński koszykarz
- 10 października:
  - Michael Carter-Williams, amerykański koszykarz
  - Gabriella Cilmi, australijska piosenkarka pochodzenia włoskiego
  - Mariana Pajón, kolumbijska kolarka BMX
  - Xherdan Shaqiri, szwajcarski piłkarz pochodzenia albańskiego
- 11 października:
  - Jack Garratt, brytyjski piosenkarz, multiinstrumentalista
  - Iman Jamali, węgierski piłkarz ręczny pochodzenia irańskiego
  - Delicia Pierre, trynidadzko-tobagijska siatkarka
  - Tanja Sredić, serbska siatkarka
  - Paulina Szpak, polska siatkarka
- 12 października:
  - Monika Brzeźna, polska kolarka szosowa
  - Nicolao Dumitru, włoski piłkarz pochodzenia rumuńsko-brazylijskiego
  - Miha Zarabec, słoweński piłkarz ręczny
- 13 października:
  - Amane Beriso Shankule, etiopska lekkoatletka, biegaczka długodystansowa
  - Diego Domínguez, hiszpański aktor, piosenkarz, tancerz
  - Patrick Konrad, austriacki kolarz szosowy
  - Ewa Rosiak, polska lekkoatletka, skoczkini w dal
- 14 października – Sami Heiskanen, fiński skoczek narciarski
- 15 października:
  - Tyreek Duren, amerykański koszykarz
  - Charlotte Hope, brytyjska aktorka
  - Piotr Mazur, polski kajakarz
  - Brock Nelson, amerykański hokeista
  - Bauyrżan Turysbek, kazachski piłkarz
  - Jesús Valentín, hiszpański piłkarz
- 17 października:
  - Javier Güemez, meksykański piłkarz
  - Trine Østergaard Jensen, duńska piłkarka ręczna
- 20 października:
  - Serghei Gheorghiev, mołdawski piłkarz
  - Zulfahmi Khairuddin, malezyjski motocyklista wyścigowy
  - Mitchell Marsh, australijski krykiecista
  - Karla Ortiz, peruwiańska siatkarka
- 21 października:
  - Artur Aleksanian, ormiański zapaśnik
  - Agnieszka Borowska, polska lekkoatletka i bobsleistka
  - Aleksandr Burmistrow, rosyjski hokeista
  - Leonor Rodríguez, hiszpańska koszykarka
- 22 października:
  - Robert Arboleda, ekwadorski piłkarz
  - Michalina Kwaśniewska, polska lekkoatletka, skoczkini wzwyż
  - Aïssa Mandi, algierski piłkarz
- 23 października:
  - Árpád Baróti, węgierski siatkarz
  - Dominika Błach, polska judoczka
  - Antonela Ayelen Curatola, argentyńska siatkarka
  - Emil Forsberg, szwedzki piłkarz
  - Nikołaj Olunin, rosyjski snowboardzista
- 24 października – Bojan Dubljević, czarnogórski koszykarz
- 25 października:
  - Marco Davide Faraoni, włoski piłkarz
  - Izabełła Szinikowa, bułgarska tenisistka
  - Agnieszka Śnieżek, polska koszykarka
- 26 października – Blas Cantó, hiszpański piosenkarz
- 28 października – Ilmir Chazietdinow, rosyjski skoczek narciarski
- 29 października:
  - Anita Blaze, francuska florecistka
  - Eben Etzebeth, południowoafrykański rugbysta
  - Oscar Lindberg, szwedzki hokeista
  - Gyselle Silva, kubańska siatkarka
  - Nikita Zajcew, rosyjski hokeista
- 31 października:
  - Surasawadee Boonyuen, tajska siatkarka
  - Junglepussy, amerykańska raperka
  - Filip Lato, polski piosenkarz, gitarzysta, pianista
  - Patricia Obee, kanadyjska wioślarka
  - Wen I-tzu, tajwańska siatkarka
- 1 listopada:
  - Ali Haszemi, irański sztangista
  - Jiang Yuyuan, chińska gimnastyczka
  - Yuberjen Martínez, kolumbijski bokser
  - Nađa Ninković, serbska siatkarka
- 2 listopada:
  - Rahul Aware, indyjski zapaśnik
  - Holly Bradshaw, brytyjska lekkoatletka, tyczkarka
  - Dina Galiakbarowa, rosyjska szablistka
- 3 listopada:
  - Alessia Gennari, włoska siatkarka
  - Tania Pérez Torres, hiszpańska koszykarka
  - Renato Steffen, szwajcarski piłka
- 4 listopada:
  - Səlahət Ağayev, azerski piłkarz, bramkarz
  - Olta Boka, albańska piosenkarka
  - Adriana Chechik, amerykańska aktorka pornograficzna
  - Lesley Kerkhove, holenderska tenisistka
  - Edson Rivera, meksykański piłkarz
  - Kathleen Slay, amerykańska siatkarka
- 5 listopada:
  - Mireya Delgado, hiszpańska siatkarka
  - Flume, australijski kompozytor i wykonawca muzyki elektronicznej
  - Jadson, brazylijski piłkarz
  - Kübra Öztürk, turecka szachistka
  - Marco Rojas, nowozelandzki piłkarz pochodzenia chilijskiego
- 6 listopada:
  - Pax Baldwin, brytyjski aktor, piosenkarz
  - Hagen Kearney, amerykański snowboardzista
  - Paul Poirier, kanadyjski łyżwiarz figurowy
  - Florin Purece, rumuński piłkarz
  - Quentin Rossard, francuski siatkarz
  - Irina Tverdohlebova, mołdawska lekkoatletka, tyczkarka
- 7 listopada:
  - Elías Aguilar, kostarykański piłkarz
  - Jakub Bartkowski, polski piłkarz
  - Anne Gadegaard, duńska piosenkarka
  - Anna Gembicka, polska prawnik, polityk, poseł na Sejm RP
  - Jasmin Grabowski, niemiecka judoczka
  - Denis Kramar, słoweński piłkarz
  - Felix Rosenqvist, szwedzki kierowca wyścigowy
- 8 listopada:
  - Riker Lynch, amerykański aktor, piosenkarz, muzyk, kompozytor
  - Samantha Shannon, brytyjska pisarka
- 9 listopada:
  - Teodoras Aukštuolis, litewski judoka, zawodnik MMA
  - Phil Brown, kanadyjski narciarz alpejski
  - Nikolina Jelić, chorwacka siatkarka
  - Čestmír Kožíšek, czeski skoczek narciarski
  - Giovanni Venturini, włoski kierowca wyścigowy
- 10 listopada:
  - Florian Fuchs, niemiecki hokeista na trawie
  - Kasper Kusk, duński piłkarz
  - Carl Lindbom, fiński koszykarz
  - Elina Neczajewa, estońska piosenkarka pochodzenia rosyjskiego
  - Celeste Poma, włoska siatkarka
  - Tony Snell, amerykański koszykarz
- 11 listopada:
  - Christa B. Allen, amerykańska aktorka
  - Julia Lier, niemiecka wioślarka
  - Anton Maglica, chorwacki piłkarz
- 12 listopada – Petr Schwarz, czeski piłkarz
- 13 listopada
  - Anete Brice, łotewska biegaczka narciarska
  - Tre Bussey, amerykański koszykarz
- 15 listopada:
  - Jeffery Bule, solomoński piłkarz
  - Maxime Colin, francuski piłkarz
  - Bryan Duquette, kanadyjski siatkarz
  - Nicolas Isimat-Mirin, francuski piłkarz pochodzenia haitańskiego
  - Ognjen Mudrinski, serbski piłkarz
  - Helga Margrét Þorsteinsdóttir, islandzka lekkoatletka, wieloboistka
  - Shannon Vreeland, amerykańska pływaczka
  - Shailene Woodley, amerykańska aktorka
- 16 listopada:
  - Malwina Buss, polska aktorka
  - Nemanja Gudelj, serbski piłkarz
  - Park Hyung-sik, południowokoreański piosenkarz, aktor
  - Matteo Rivolta, włoski pływak
  - Samuel Štefánik, słowacki piłkarz
- 17 listopada:
  - Gale Agbossoumonde, amerykański piłkarz pochodzenia togijskiego
  - Chietag Cabołow, rosyjski zapaśnik pochodzenia osetyjskiego
  - Nicole Gontier, włoska biathlonistka
  - Nicolás Millán, chilijski piłkarz
  - Aleksandr Pankow, rosyjski hokeista
  - Magdalena Wichrowska, polska pięściarka
- 18 listopada:
  - Noppawan Lertcheewakarn, tajska tenisistka
  - Om Yun-chol, północnokoreański sztangista
  - Katarina Osadchuk, australijska siatkarka
  - Adrianna Szady, polska siatkarka
- 20 listopada – Martyna Cebulska, polska koszykarka
- 21 listopada:
  - Almaz Ayana, etiopska lekkoatletka, biegaczka długodystansowa
  - Karol Basz, polski kierowca wyścigowy
  - Diego Demme, niemiecki piłkarz pochodzenia włoskiego
  - Lewis Dunk, angielski piłkarz
- 22 listopada:
  - Scott Bain, szkocki piłkarz, bramkarz
  - Giovani Bernard, amerykański futbolista
  - Tarik Black, amerykański koszykarz
  - Erik Sabo, słowacki piłkarz
  - Saki Shimizu, japońska wokalistka, członkini zespołu Berryz Kōbō
  - Ossi-Pekka Valta, fiński skoczek narciarski
  - Andrij Wowk, ukraiński szachista
- 24 listopada:
  - Ptakova, polska wokalistka, kompozytorka i autorka tekstów
  - Ruslan Nurudinov, uzbecki sztangista
  - Mélissa Page, szwajcarska lekkoatletka, tyczkarka
  - Kacper Piorun, polski szachista
- 25 listopada:
  - Pedro Arce, meksykański piłkarz
  - Patience George, nigeryjska lekkoatletka, sprinterka
  - Philipp Grubauer, niemiecki hokeista, bramkarz
  - Aleksiej Makiejew, rosyjski hokeista
  - Nikola Maksimović, serbski piłkarz
  - Erasma Moreno, dominikańska siatkarka
- 26 listopada:
  - Denis Ambroziak, polski kajakarz
  - Kasey Carlson, amerykańska pływaczka
  - Manolo Gabbiadini, włoski piłkarz
  - Wiktorija Kamienska, rosyjska tenisistka
  - Shinri Shioura, japoński pływak
- 27 listopada:
  - Edo Murić, słoweński koszykarz
  - Natalia Pakulska, polska piłkarka
  - JayVaughn Pinkston, amerykański koszykarz
  - Alexia Runggaldier, włoska biathlonistka
- 29 listopada:
  - Andreea Boghian, rumuńska wioślarka
  - Juan del Arco, hiszpański piłkarz ręczny
  - Terunofuji Haruo, mongolski zapaśnik sumo
  - Rebecca James, brytyjska kolarka torowa i przełajowa
  - Wiaczesław Sińkiewicz, rosyjski pływak
  - Laura Sito, brazylijska polityczka
- 30 listopada:
  - Michael Gospodarek, polski koszykarz
  - Płamen Iliew, bułgarski piłkarz, bramkarz
  - Sydney White, brytyjska aktorka
- 1 grudnia:
  - Rakeem Christmas, amerykański koszykarz
  - Bryce Douvier, austriacki koszykarz
  - Hilda Melander, szwedzka tenisistka
  - Sun Yang, chiński pływak
  - Kristina Thomsen, duńska pływaczka
  - Paula Wrońska, polska strzelczyni sportowa
- 2 grudnia:
  - Anne Buijs, holenderska siatkarka
  - Chloé Dufour-Lapointe, kanadyjska narciarka dowolna
  - Brandon Knight, amerykański koszykarz
  - Chantel Malone, lekkoatletka z Brytyjskich Wysp Dziewiczych, sprinterka i skoczkini w dal
  - Luna Mijović, bośniacka aktorka
  - Patryk Norweski, polski koszykarz
  - Piotr Patkowski, polski urzędnik państwowy
  - Charlie Puth, amerykański piosenkarz, kompozytor, producent muzyczny
  - Kamila Witkowska, polska siatkarka
  - Yūmi Suzuki, japońska curlerka
- 3 grudnia:
  - Ekaterine Gorgodze, gruzińska tenisistka
  - Anna Odobescu, mołdawska piosenkarka
  - Jakub Parzeński, polski koszykarz
  - Dominika Sobolska, belgijska siatkarka pochodzenia polskiego
  - Armando Vajushi, albański piłkarz
  - Dariusz Wyka, polski koszykarz
- 4 grudnia:
  - Piotr Adamski, polski siatkarz
  - Bethany Buell, amerykańska lekkoatletka, tyczkarka
  - Duje Dukan, chorwacki koszykarz
  - Max Holloway, amerykański zawodnik MMA
  - André Roberson, amerykański koszykarz
- 5 grudnia:
  - Omar Elabdellaoui, norweski piłkarz pochodzenia marokańskiego
  - Cam Fowler, amerykański hokeista pochodzenia kanadyjskiego
  - Carolin Schäfer, niemiecka lekkoatletka, wieloboistka
  - Christian Yelich, amerykański baseballista
- 6 grudnia:
  - Yasemin Adar, turecka zapaśniczka
  - José Ayoví, ekwadorski piłkarz
  - Stephen Holt, amerykański koszykarz pochodzenia filipińskiego
  - Milica Mandić, serbska taekwondzistka
  - Coco Vandeweghe, amerykańska tenisistka
- 7 grudnia:
  - Camil Domínguez, dominikańska siatkarka
  - Sonia Lafuente, hiszpańska łyżwiarka figurowa
  - Łukasz Wiśniowski, polski kolarz szosowy
  - Chris Wood, nowozelandzki piłkarz
- 9 grudnia:
  - Lotte van Beek, holenderska łyżwiarka szybka
  - Choi Min-ho, południowokoreański piosenkarz, aktor
  - Langston Galloway, amerykański koszykarz
  - Peter Olisemeka, nigeryjski koszykarz
  - Jeoselyna Rodríguez, dominikańska siatkarka
  - Johannes Rydzek, niemiecki kombinator norweski
- 10 grudnia:
  - Kiki Bertens, holenderska tenisistka
  - Michael Berry, amerykański lekkoatleta, sprinter
  - Mikael Dyrestam, szwedzki piłkarz pochodzenia gwinejskiego
  - Elisa Longo Borghini, włoska kolarka szosowa
  - Karolina Mor, polska lekkoatletka, oszczepniczka
  - Thomas Oar, australijski piłkarz
  - Dion Waiters, amerykański koszykarz
- 11 grudnia:
  - Anna Bergendahl, szwedzka piosenkarka
  - Nick Kellogg, amerykański koszykarz
  - Jan Vandrey, niemiecki kajakarz, kanadyjkarz
  - Danny Ward, angielski piłkarz
- 12 grudnia:
  - Annette Edmondson, australijska kolarka szosowa i torowa
  - Daniel Magder, kanadyjski aktor
  - Dominika Napieraj, polska lekkoatletka, biegaczka długodystansowa
  - Yelmurat Tasmuradov, uzbecki zapaśnik
- 13 grudnia:
  - Senah Mango, togijski piłkarz
  - Sara McManus, szwedzka curlerka
  - Aleksandar Sedlar, serbski piłkarz
  - Władimir Tarasienko, rosyjski hokeista
  - Nikola Vukčević, czarnogórski piłkarz
- 14 grudnia:
  - Luis Martínez, gwatemalski piłkarz
  - Offset, amerykański raper
  - Samantha Peszek, amerykańska gimnastyczka
  - Tyler Sanders, kanadyjski siatkarz
  - Sándor Vajda, węgierski piłkarz
- 15 grudnia:
  - Jehue Gordon, trynidadzko-tobagijski lekkoatleta, płotkarz
  - Yanni Gourde, kanadyjski hokeista
  - Saša Jovanović, serbski piłkarz
  - Pierre-Michel Lasogga, niemiecki piłkarz
  - Brede Moe, norweski piłkarz
  - Karolina Sawka, polska aktorka
- 18 grudnia – Milivoje Mijović, serbski koszykarz
- 19 grudnia:
  - Jorge Blanco, meksykański aktor i piosenkarz
  - Laura Roesler, amerykańska lekkoatletka, biegaczka średniodystansowa
- 20 grudnia:
  - Natalia Aispurúa, argentyńska siatkarka
  - Joss Christensen, amerykański narciarz dowolny
  - Jorginho, włoski piłkarz pochodzenia brazylijskiego
  - Jillian Rose Reed, amerykańska aktorka
  - Fabian Schär, szwajcarski piłkarz
- 21 grudnia:
  - Desisława Nikołowa, bułgarska siatkarka
  - Maria Prewolaraki, grecka zapaśniczka
  - Riccardo Saponara, włoski piłkarz
- 22 grudnia:
  - Ricky Aitamai, tahitański piłkarz
  - DaBaby, amerykański raper
  - Zuzanna Galia, polska aktorka dubbingowa
  - Răzvan Martin, rumuński sztangista
  - Téji Savanier, francuski piłkarz pochodzenia algierskiego
- 23 grudnia:
  - Jenny Perret, szwajcarska curlerka
  - Trevor Releford, amerykański koszykarz
  - Kyren Wilson, angielski snookerzysta
- 24 grudnia – Louis Tomlinson, brytyjski piosenkarz, członek One Direction
- 25 grudnia:
  - Suhani Kalita, indyjska aktorka, modelka
  - Quirine Lemoine, holenderska tenisistka
  - Zhang Anda, chiński snookerzysta
- 26 grudnia:
  - Andritany Ardhiyasa, indonezyjski piłkarz, bramkarz
  - Emilija Dimitrowa, bułgarska siatkarka
  - Eden Sher, amerykańska aktorka
- 27 grudnia:
  - Iwona Szarzyńska, polska koszykarka
  - Chloe Bridges, amerykańska aktorka
  - Abdou Rahman Dampha, gambijski piłkarz
  - Jimi Blue Ochsenknecht, niemiecki aktor, piosenkarz
  - Danny Wilson, szkocki piłkarz
- 28 grudnia:
  - Got Barss, polski producent muzyczny, inżynier dźwięku
  - Keko, hiszpański piłkarz
  - Kamil Maciejewski, polski koszykarz
  - Natija Pancułaja, ukraińska piłkarka
  - Stefano Travaglia, włoski tenisista
- 29 grudnia:
  - Steven Caulker, angielski piłkarz
  - Odubel Herrera, wenezuelski baseballista
  - Laura Partenio, włoska siatkarka
  - Marta Piotrowska, polska lekkoatletka, skoczkini w dal
  - Petra Záplatová, czeska koszykarka
- 30 grudnia:
  - Camila Giorgi, włoska tenisistka pochodzenia żydowskiego
  - Melanie Margalis, amerykańska pływaczka
  - Kurumi Nara, japońska tenisistka
  - Siyanda Xulu, południowoafrykański piłkarz
  - Brad Waldow, amerykański koszykarz
- 31 grudnia:
  - Kelsey Bone, amerykańska koszykarka
  - Dakonam Djene, togijski piłkarz
  - Bojana Jovanovski, serbska tenisistka
  - Gréta Szakmáry, węgierska siatkarka
- Data dzienna nieznana:
  - Sebastian Karaś, polski pływak

## Zdarzenia astronomiczne
- 15 stycznia – obrączkowe zaćmienie Słońca
- 11 lipca – całkowite zaćmienie Słońca
- 21 grudnia – zaćmienie Księżyca

## Nagrody Nobla
- z fizyki – Pierre-Gilles de Gennes
- z chemii – Richard Ernst
- z medycyny – Erwin Neher, Bert Sakmann
- z literatury – Nadine Gordimer
- nagroda pokojowa – Aung San Suu Kyi
- z ekonomii – Ronald Coase

## Rok 1991 w dawnych fikcyjnych wizjach przyszłości
W roku tym toczy się akcja filmu Podbój Planety Małp nakręconego 20 lat wcześniej.
Akcja serialu Jettoman toczy się w 1991 roku, mimo że oficjalnie jest to rok 199X.
W filmie „Seksmisja” główni bohaterowie Maksymilian Paradys i Albert Starski zostali zahibernowani 9 sierpnia 1991.

## Święta ruchome
- Tłusty czwartek: 7 lutego
- Ostatki: 12 lutego
- Popielec: 13 lutego
- Niedziela Palmowa: 24 marca
- Wielki Czwartek: 28 marca
- Wielki Piątek: 29 marca
- Pamiątka śmierci Jezusa Chrystusa: 30 marca
- Wielka Sobota: 30 marca
- Wielkanoc: 31 marca
- Poniedziałek Wielkanocny: 1 kwietnia
- Wniebowstąpienie Pańskie: 9 maja
- Zesłanie Ducha Świętego: 19 maja
- Boże Ciało: 30 maja